# Liste von Gitarristen
Dies ist eine Liste bekannter Gitarristen, gruppiert nach überwiegendem Musikstil.

## Klassisch und Lateinamerikanisch
A
- Bernard Alan Aaron (* 1939)
- Miguel Ablóniz (1917–2001)
- Antonio Abreu (um 1750 – um 1820)
- Eduardo Abreu (* 1949) 1
- Sérgio Abreu (1948–2023) 1
- Mario Abril (* 1943)
- Walter Abt (* 1953)
- István Adrovicz (1950–2021)
- Lily Afshar (* 1960)
- Pjotr Agafoschin (1874–1950)
- Dionisio Aguado (1784–1849)
- Bernd Ahlert (* 1952)
- Albert Aigner (1948–2020)
- Guido Aigner (* 1952)
- Daniel Akiva (* 1953)
- Heinrich Albert (1870–1950) 1
- Rodolfo Alchourrón (1934–1999)
- Francisco Antonio Alfonso (1908–1940)
- Ilse Alfonso, geb. Laforce (1929–2017) 1
- Nicolás Alfonso (1913–2001) 1
- Laurindo Almeida (1917–1995)
- Laura Almerich i Santacreu (1940–2019)
- (Per Otto) Magnus Andersson (* 1956)
- Magnus Andersson (* 1981)
- Marc Andes (* 1953)
- Rafael Andia (* 1942)
- Lew Andronow (1926–1980) 1
- Aleš Andryszak (1925–2008)
- Tristan Angenendt (* 1985)
- Anisa Angarola (* 1953) 1
- María Luisa Anido (1907–1996)
- João Maria dos Anjos (1856–1889)
- Peter Ansorge (* 1956)
- Hans-Werner Apel (* 1959)
- Julián Arcas (1832–1882)
- Khaled Arman (* 1965)
- Amaldur Arnarson (* 1959)
- Kristinn Árnason (* 1963)
- Alice Artzt (* 1943)
- Badi Assad (* 1966)
- Odair Assad (* 1956) 1
- Sérgio Assad (* 1952) 1
- Christian Aubin (1927–2007)
- Caroline Auer (* 1978) 1
- Peter Augustesen (* 1955) 1
- Roberto Aussel (* 1954)
- José de Azpiazu (1912–1986)
- Lupe de Azpiazu (1943–2024)

B
- Peter Sebastian Bach (1896–1940)
- Boris Björn Bagger (1955–2024)
- Adriana Balboa (* 1966)
- Charles Balduzzi (1938–2023)
- Herbert Balzer (1913–2001)
- Christian Bänsch (1956–2016) 1
- Miguel Barberá (* 1943)
- Carlos Barbosa-Lima (1944–2022)
- Carlo Barone (1955–2022)
- Agustín Barrios Mangoré (1885–1944)
- Ángel Barrios Fernández (1882–1964)
- Manuel Barrueco (* 1952)
- René Bartoli (1938–2011)
- Angelo Michele Bartolotti (um 1615 – um 1681)
- Marga Bäuml (1916–2004) 1
- Phileas Baun (* 1997)
- Eduard Bayer (1822–1908)
- Leonhard Beck (* 1942)
- Karl Behrend (1899–1987)
- Siegfried Behrend (1933–1990)
- Johanna Beisteiner (* 1976)
- Norbert Bellmann (1940–1970)
- Maria Benischek (* 1976) 1
- Baltazar Benítez (1944–2018)
- Dániel Benkő (1947–2019)
- Attilio Bernardini (1888–1975)
- Ferenc Bernáth (* 1981)
- Günter Beschnidt (1933–1996)
- Gabriel Bianco (* 1988)
- Gilbert Biberian (1944–2023)
- Vahdah Olcott Bickford (1885–1980)
- Heinz Bischoff (1898–1963)
- Sadie Bishop (1922–2008)
- Vladislav Bláha (* 1957)
- Diego Blanco (* 1950)
- Thomas Blumenthal (* 1958)
- Jan Nepomucen Bobrowicz (1805–1881)
- Dušan Bogdanović (* 1955)
- Carlos Bonell (* 1949)
- Raúl Borges (1882–1967)
- Alfonso Borghese (1945–2020) 1
- Detlev Bork (* 1967)
- Bartolomeo Bortolazzi (1772–1846)
- Jaime Bosch (1826–1895)
- Karl-Heinz Böttner (* 1933)
- Rémí Boucher (* 1964)
- Liona Boyd (* 1949)
- Julian Bream (1933–2020)
- Hans Bredenbeek (* 1946) 1
- Klaus Bredl (* um 1960) 1
- Robert Brightmore (* 1949)
- Romain Brizemur (* 1970)
- Robert Brojer (1919–1987)
- Robert Wilhelm Brojer (1951–1999)
- Maria Rita Brondi (1889–1941)
- Leo Brouwer (* 1939)
- Wilhelm Bruck (* 1943) 1
- Margarete Buch, geb. Schröder (1914–2013)
- Fritz Buek (1864–1942) 1
- Frank Bungarten (* 1958)
- Erich Bürger (1902–1994) 1

C
- Oscar Cáceres (1928–2021)
- Leonhard von Call (1767–1815)
- Manuel Calve (* 1947) 1
- Antonio Cano Curriela (1811–1897)
- Matteo Carcassi (1796–1853)
- Abel Carlevaro (1916–2001)
- Agustín Carlevaro (1913–1995)
- Álvaro Carlevaro (* 1957)
- William Carter (* um 1965)
- Ferdinando Carulli (1770–1841)
- Giovanni Caruso (* 1967)
- Eduardo Castañera (* 1956)
- David del Castillo (um 1865 – 1928)
- Kobe Van Cauwenberghe (* 1984)
- Petrit Çeku (* 1985)
- Danijel Cerović (* 1979) 1
- Olivier Chassain (* 1957)
- Chen Chuan (* 1985) 1
- Ruggero Chiesa (1933–1993)
- Leif Christensen (1950–1988) 1
- Inge Lise Christiansson (* 1949)
- Il-Ryun Chung (* 1964)
- Thomas Cieslik (* 1953)
- Anny Claassens (1894–1981)
- Joaquín Clerch (* 1965)
- Jordi Codina i Torrecilla (* 1952) 1
- Olga Coelho (1909–2008)
- Björn Colell (* 1964)
- Lelio Colista (1629–1680)
- Alvaro Company (1931–2022)
- Antonio Company (1922–2018)
- Wilhelm Conrad (1842 – um 1911)
- Francesco Corbetta (um 1615 – 1681)
- Carlé Costa (* 1959)
- Duarte Costa (1926–2004)
- Napoléon Coste (1805–1883)
- Costas Cotsiolis (* 1957)
- Alfred Cottin (1863–1923)
- Elizabeth Cromwell (1674–1709)
- Manuel Cubedo (1937–2011)
- Marta Cuervo (um 1930–2011)
- Ramon Cueto (1932–1994)

D
- Jodacil Damaceno (1929–2010)
- Tomás Damas (1825–1890)
- Norbert Dams (1951–2014) 1
- Adam Darr (1811–1866)
- Gerd Michael Dausend (1952–2019)
- Louis Davalle (1904–1992)
- John Dearman (* 1956) 1
- Johann Decker-Schenk (1826–1899)
- Sascha Demand (* 1971)
- Aniello Desiderio (* 1971)
- Dimiter Deutschinoff (1936–2010)
- Alirio Díaz (1923–2016)
- Herbert Dietze (* 1938)
- Olga Dimitrova (* 1980) 1
- Michel Dintrich (1933–2020)
- Reentko Dirks (* 1979)
- Krisztina Dobó (* 1977) 1
- Carl Dobrauz (1900–1963)
- Charles Doisy (um 1750–um 1807)
- Willy Domandl (1902–1968)
- Carlo Domeniconi (* 1947)
- Henri Dorigny (1939–2022) 1
- Johan Dorrestein (* 1950) 1
- Philippe Dragonetti (* 1959)
- Czesław Droździewicz (1947–1994)
- John W. Duarte (1919–2004)
- Zoran Dukić (* 1969)
- Karen Dusgaard Nielsen (* 1946)
- Benjamin Dwyer (* 1965)
- Roland Dyens (1955–2016)
- Marcin Dylla (* 1976)

E
- Sepp Eibl (Josef Franz Eibl, 1934–2023)
- Alfred Eickholt (* 1951)
- Kerstin Eisenbarth (* 1970)
- Josef Eitele (1895–1980) 1
- Charalambos Ekmektsoglou (1913–1989)
- Axel Elter (1943–2015)
- Fritz Engel (1904–2004)
- József Eötvös (* 1962)
- Kâmil Erdem (* 1959)
- Margarita Escarpa (* 1964)
- Délia Estrada (* 1957)
- Gerlinde Etschmann (1933–1988)
- Thomas Etschmann (* um 1968) 1
- Reinbert Evers (1949–2022)

F
- Ida Faber-Gille (1910–2003)
- Marvin Falcon (1935–2022)
- Gabriele Johanna Fall alias Gandharvika (* 1969)
- Eduardo Falú (1923–2013)
- Dimitris Fampas (1921–1996)
- Marcello Fantoni (* 1970)
- Oliver Fartach-Naini (* 1964) 1
- Klaus Feldmann (* 1951) 1
- Rainer Feldmann (* 1957) 1
- Thomas Fellow (* 1966 als Thomas Günther) 1
- Fernando Ferandiere (um 1740 – um 1816)
- Eduardo Fernández (* 1952)
- Fernando Fernandez Lavie (1918–2013)
- Ivano Ferrari (1932–1949)
- Romolo Ferrari (1894–1959)
- José Ferrer (1835–1916)
- Mela Feuerlein-Scheibeck (um 1895 – um 1975) 1
- Raphaël Feuillâtre (* 1996)
- Hans-Gerhard Fey (* um 1960) 1
- Bernard Fieschi (1952–2018)
- Evgeni Finkelstein (* 1972)
- Franz Fischer (1922–1989)
- Friedrich Fischer (* 1943)
- Manfred Fischer (* um 1970)
- Ruth Fischer (* um 1962) 1
- Werner Fischer (* 1961)
- Eliot Fisk (* 1954)
- Jesse Flowers (* 1994)
- William Foden (1860–1947)
- Henry Forsblom (* 1950) 1
- Daniel Fortea (1878–1953)
- François de Fossa (1775–1849)
- Marc Franceries (1936–2024)
- Olga Franssen (* 1954) 1
- Laura Fraticelli (* um 1980) 1
- Alexander Frautschi (1954–2008)
- José Antonio de Freitas (1909–1990)
- Jorge Fresno (1937–2015)
- Karl Friessnegg (1900–1981)
- Roberto Frosali (1940–2023) 1
- Shin’ichi Fukuda (* 1955)
- Jean Fuller (1927–1950)
- Eike Funck (1934–2005)
- Maria Angelica Funes (1916–1998)

G
- Yvonne Gaes (1926–1990)
- Paul Galbraith (* 1964)
- Louis Ignatius Gall (1936–2016)
- Ricardo Gallén (* 1972)
- Hector García (1930–2022)
- Miguel García (wirksam um 1790–1820)
- Salvador García (1891–1964)
- Severino García Fortea (1854–1931)
- Carlos García Tolsa (1858–1905)
- Raúl García Zárate (1931–2017)
- Pablo Garibay (* 1978)
- León Vicente Gascón (1896–1962)
- Guillaume Pierre Antoine Gatayes (1774–1846)
- Vicente Gelabert (1884–1942)
- Lucien Gélas (1873–1944)
- Roger Généraux (1941–1978)
- Paul Gerrits (1935–2010)
- Oscar Ghiglia (1938–2024)
- Rosa Gil Bosque (* 1930)
- Angelo Gilardino (1941–2022)
- Miguel Ángel Girollet (1947–1996)
- Mauro Giuliani (1781–1829)
- Michele Giuliani (1801–1867)
- Emilia Giuliani-Guglielmi (1813–1850)
- Gerd Erich Gmelin (* 1951) 1
- Else Goguel (1924–2017) 1
- Christa Golf, geb. Schulz (1928–2015)
- Guillermo Gómez (1880–1953)
- Vicente Gomez (1911–2001)
- Antigoni Goni (* 1969)
- Olaf Van Gonnissen (* 1954) 1
- José Luis González Juliá (1932–1998)
- Daniel Göritz (* 1965) 1
- Jytte Gorki Schmidt (1913–2008)
- Günther Görtz (* 1960)
- Alois Götz (1823–1905)
- Toni Götz (* 1954) 1
- Walter Götze (1885–1965)
- Richard Graf (* 1967)
- Wolfgang Grassegger (* ????)
- Matthew Greif (* 1967) 1
- Cary Greisch (* 1958)
- Slava Grigoryan (* 1976)
- Frans De Groodt (1892–1988)
- Christian Gruber (* 1965) 1
- Boris Guckelsberger (* 1968)
- Curt Gudian (1900–1973)
- Francisco Guerau (1649–1722)
- Gabriel Guillén (* 1969)
- María Esther Guzmán (* 1968)

H
- Michael Andreas Haas (* 1963) 1
- Michael Haas (* 1952)
- Steve Hackett (* 1950)
- Stefan Hackl (* 1954)
- Nicola Hall (* 1969)
- Svea Hammarberg-Kritschewsky (1907–1993)
- Gertha Hammerschmied (1906–1985)
- David Hansson (* 1975) 1
- Thomas Hansy (* 1977) 1
- Christof Hanusch (* 1969)
- Jürgen Happe (* 1952)
- Carel Harms (1939–2022)
- Detlef Hasselmeyer (1953–2017)
- Herbert Haubenreißer (1912–2004)
- Hermann Hauser (1882–1952) 1
- Bernard Hebb (1941–2020)
- Thomas F. Heck (1943–2021)
- Martin Hegel (* 1976)
- Ignác Held (1764–1816)
- Matthias Henke (* 1953)
- Josep Henríquez i Brito (* 1951) 1
- Bruno Henze (1900–1978) 1
- Carl Henze (1872–1946)
- Francisco Herrera (1935–2021)
- Andreas Herzau (1947–2017)
- Andreas Higi (1951–2003)
- Frank Hill (* 1957) 1
- Nelly de Hilster (1940–2017) 1
- Ries de Hilster (1914–2009) 1
- Javier Hinojosa (1933–2013)
- Fabian Hinsche (* 1980)
- Jan-Anton van Hoek (1936–2021)
- Volker Höh (* 1959)
- Justin Holland (1819–1887)
- John Holmquist (1955–2021)
- Emile Hopman (* 1936) 1
- Tilman Hoppstock (* 1961)
- Felix Horetzky (1796–1870)
- Ursula Horn, geb. Fechner (1932–2015)
- Peter Horton (1941–2023) 1
- Marie Hovorková, geb. Šmerdová (* 1953)
- Trinidad Francisco Huerta y Caturla (1800–1874)
- Oliver (Brooks) Hunt (1934–2000)
- Hans-Werner Huppertz (* 1967)

I
- Ángel Iglesias (1917–1977)
- Heinz Irmler (* 1942)
- Peter Isakow (auch Pjotr Iwanowitsch Isakow; 1886–1958)
- Sharon Isbin (* 1956)
- Ako Ito (* 1942) 1
- Alexander Iwanow-Kramskoi (1912–1973)
- Natalija Iwanowa-Kramskaja (* 1939)

J
- Klaus Jäckle (* 1963)
- Sebastian Christoph Jacob (* 1968)
- Robert Janssens (* 1939)
- Mijndert Jape (* 1932) 1
- Xavier Jara (* 1993)
- Helmut Jasbar (* 1962)
- Jiří Jirmal (1925–2019)
- Per-Olof Johnson (1928–2000)
- Stephanie Jones (* 1993)
- Heinrich Jordan (1877–1935)
- Dieter Jordi (* 1958)
- Jérémy Jouve (* 1979)
- Jovan Jovičić (1926–2013)
- Jean-Pierre Jumez (* 1943)
- Edmund Jurkowski (1935–1989)

K
- Anders Kagg (* 1948) 1
- Christian Kaiser (1941–1988)
- Rolf Kaiser (* 1952)
- Dimiter Kaltchev (* um 1970)
- Ivo Kaltchev (* um 1965) 1
- Sofia Kaltchev (* um 1965) 1
- Magdalena Kaltcheva (* 1987)
- Maria Kämmerling (* 1946) 1
- Werner Kämmerling (* 1937)
- William Kanengiser (* 1959) 1
- Ahmet Kanneci (* 1957)
- Andreas Kantenwein (* 1958) 1
- Hubert Käppel (* 1951)
- Edin Karamazov (* 1965) 1
- Lars Karlsson (* 1958) 1
- Masayuki Kato (* 1947)
- Péter Katona (* 1968) 1
- Zoltán Katona (* 1968) 1
- Wolfgang Katschner (* 1961)
- Dale Kavanagh (* 1958) 1
- Celil Refik Kaya (* 1991)
- Marcelo Kayath (* 1964)
- Lydia Kennedy (* 1951)
- Maritta Kersting (1935–2009)
- Jin-Hee Kim (* 1992)
- Victoria Kingsley (1900–2000)
- Thomas Kirchhoff (* 1960) 1
- Jürgen Klatt (1935–1995)
- Chaconne Klaverenga (* 1992)
- Francis Kleynjans (* 1951)
- Jürgen Kliem (1938–2021)
- Lilo Kliem (* 1941)
- Katrin Klingeberg (* 1980) 1
- Jiří Knobloch (1931–2012)
- Hans Michael Koch (1947–2018)
- Michael Koch (* 1951) 1
- Ute Koch (* 1957) 1
- Jerzy Koenig (* 1956)
- Heinz König (1924–2007)
- Thomas Königs (1956–2019)
- Reinhard Kopiez (* 1959) 1
- Peter Korbel (1956–2017)
- Nikita Koschkin (* 1956)
- Eleftheria Kotzia (* 1957)
- Barna Kováts (1920–2005)
- Aleksander Kowalczyk (1941–1997)
- Norbert Kraft (* 1950)
- Adele Kramer (1900–1989)
- Ansgar Krause (* 1956)
- Klaus-Michael Krause (* 1948)
- Alexander Kravtsov (* 1979)
- Dieter Kreidler (* 1943)
- Dietmar Kreš (* 1963)
- Johannes Tonio Kreusch (* 1970)
- Goran Krivokapić (* 1979) 1
- Tamara Kropat (* um 1955) 1
- Martin Maria Krüger (* 1954)
- Theo Krumeich (* 1943) 1
- Charlotte Kühn (1932–2022)
- Rudolf Kühn (1902–1960)
- Wolfgang Kühn (* 1947)
- Ursula Kurze (* 1963)

L
- Rolf La Fleur (1937–2006)
- Alexandre Lagoya (1929–1999) 1
- Aldo Lagrutta (* 1962)
- Quincas Laranjeiras (1873–1935)
- Evegenij Larichev (1934–2013)
- Michael Laucke (1947–2021)
- Massimo Laura (* 1957)
- Antonio Lauro (1917–1986)
- Rómulo Lazarde (1940–2021)
- Andrey Lebedev (* 1991)
- Wassili Lebedew (1867–1907)
- Karl-Hermann Leeb (1906–1979)
- Edith Leerkes (* 1959) 1
- Luigi Legnani (1790–1877)
- Hilarión Leloup (1876–1939)
- Dirk Lemmermann (* 1960)
- Antoine Marcel Lemoine (1763–1816)
- Wolfgang Lendle (1948–2016)
- Moshe H. Levy (1923–2014)
- Antoine de Lhoyer (1768–1852)
- Li Jie (* 1981)
- Jürgen Libbert (* 1941)
- Peter Liebert (1939–1970)
- Wulfin Lieske (* 1956)
- Ekard Lind (* 1945 als Ekkehard Reiser)
- Goran Listeš (1961–2020) 1
- Michael Ljung (* 1958) 1
- Miguel Llobet (1878–1938)
- Stefan Löfvenius (* 1950) 1
- Dang Ngoc Long (* 1957)
- José Luis Lopátegui (1940–2002)
- Manuel López Ramos (1929–2006)
- Douglas Lora (* 1978) 1
- Johann Anton Losy von Losinthal (um 1645 – 1721)
- Ingeburg Löw (* 1937)
- Paco de Lucía (1947–2014)
- João Luiz (* 1979) 1

M
- Celso Machado (* 1953)
- Peter Maklar (* 1964) 1
- Rovshan Mamedkuliev (* 1986)
- Josep Maria Mangado i Artigas (* 1953)
- Maximilian Mangold (* 1966)
- Carlo Marchione (* 1964)
- Charles de Marescaut (1790–1842)
- Pablo Marquez (* 1967)
- América Martínez Serrano (1922–2010)
- Jorge Martínez Zárate (1923–1993) 1
- Wenzel Matiegka (1773–1830)
- Kazufumi Matsunaga (* 1956)
- Heike Matthiesen (1964–2023)
- Helga Matzner-Engel (* 1939)
- Georg Meier (1865–1942)
- Willy Meier-Pauselius (1895–1965)
- Antonio Membrado (1935–2016)
- Alois Menšík (1942–2019)
- Juan Mercadal (1925–1998)
- Giacomo Merchi (1730–1789)
- Johann Kaspar Mertz (1806–1856)
- Réka Mihalovics (* 1981) 1
- Vladimir Mikulka (* 1950)
- Mabel Millán (* 1993)
- Aldo Minella (1939–2021)
- Anders Miolin (* 1961)
- Erling Møldrup (1943–2016)
- Carlos Manuel Molina (* 1946)
- Luis Manuel Molina (* 1959)
- Francesco Molino (1768–1847)
- Simon Molitor (1766–1848)
- Johannes Möller (* 1981) 1
- Edgar Mönch jun. (1957–1976)
- Johannes Monno (* 1968)
- Sebastián Montes (* 1979) 1
- Anabel Montesinos (* 1984)
- Jorge Morel (1931–2021)
- Alfonso Moreno (* 1949)
- José Miguel Moreno (* 1955)
- Federico Moretti (1769–1839)
- Luigi Moretti (1774 – um 1856)
- Wolf Moser (1937–2023)
- Philippe Mouratoglou (* 1973)
- Luigi Mozzani (1869–1943)
- Fritz Mühlhölzer (* 1952)
- Fritz Mühlhölzl (1890–1940)
- Freek Mulders (1911–1960)
- Margarethe Müller (1890–1979)
- Jens Müller-Herrou (* 1966)
- Thomas Müller-Pering (* 1958)
- Kaori Muraji (* 1978)
- Santiago de Murcia (1673–1739)

N
- Jerzy Nalepka (1950–2019)
- Jörg Nassler (* 1961) 1
- Antonio Nava (um 1755 oder 1775 – 1826)
- José Navas García (1898–1957)
- Santiago Navascués (* 1933)
- Thomas Nennstiel (* 1954)
- Thanh Nguyen (* 1977)
- Heinz Nickel (1935–2019)
- Clara (Cuqui) Nicola (1926–2017)
- Clara Romero de Nicola (1888–1951)
- Isaac Nicola (1916–1997)
- Krzysztof Nieborak (* 1964)
- Volker Niehusmann (* 1963) 1
- Mike Nielsen (* 1961)
- Hans-Lutz Niessen (1920–1982) 1
- Sergio Notaro (1935–2000)

O
- Jan Oberbek (* 1947)
- Thomas Offermann (* 1959) 1
- Ingolf Olsen (* 1943)
- Stein-Erik Olsen (* 1953)
- Bauke Meinte Oosterhout (1947–1996)
- Matanya Ophee (1932–2017)
- Jesús Ortega Irusta (* 1935)
- Gudrun Öser Kowallik (* 1972)
- Corazón Otero (1944–2013)

P
- Ivan Padovec (1800–1873)
- Niccolò Paganini (1782–1840)
- Andrea Paleologos (1911–1997)
- Jorgos Panetsos (* 1961)
- Pjotr Panin (1938–2011)
- Monica Paolini (* um 1968)
- Paolo Paolini (* 1941)
- Sophocles Papas (1893–1986)
- Osvaldo Parisi (1942–2020)
- Kyuhee Park (* 1985)
- Mario Parodi (1917–1970)
- Juan Parras del Moral (1891–1973)
- Werner Pauli (* 1930)
- Oliver Pellet (* ≈1987)
- Judicaël Perroy (* 1973)
- Ralf Persch (* 1960) 1
- Ursula Peter (1924–1989)
- Ivan Petricevic (* 1987)
- Darko Petrinjak (* 1954) 1
- Theodor Pfänder (1912–1999) 1
- Álvaro Pierri (* 1953)
- Olga Pierri (1914–2016)
- Henrique Pinto (1941–2010) 1
- Heiko Plank (* 1964)
- Frank Johannes Pokrzywniak (* 1964)
- Ida Polk-Droessaert (1935–2016)
- Graciela Pomponio (1926–2007) 1
- Alberto Ponce (1935–2019)
- Griselda Ponce de Leon (1933/34–2002)
- Konstantin Popov (* 1958)
- Arsenij Popow (1892–1977)
- Cristiano Porqueddu (* 1975)
- Marcel Powell (* 1982)
- Józef Powroźniak (1902–1989)
- Domingo Prat (1886–1944)
- Wolfgang Praxmarer (* 1949)
- Ida Presti (1924–1967) 1
- Barbara Probst-Polášek, geb. Effenberger (1939–2019)
- Richard C. Provost (1938–2022)
- Sonja Prunnbauer (* 1948)
- Emilio Pujol (1886–1980)
- Máximo Diego Pujol (* 1957)
- Egon Puls (1934–2013)
- Ronald C. Purcell (1932–2011)
- Tilman Purrucker (* 1950) 1

Q
- Adalbert Quadt (1903–1987)
- Hector Quine (1926–2015)

R
- Konrad Ragossnig (1932–2018)
- Anni Raithel (1893–1980)
- Štěpán Rak (* 1945)
- Toninho Ramos (1942–2023)
- Laurie Randolph (1950–2021)
- Martin Rätz (* 1936)
- Torsten Ratzkowski (* 1954) 1
- Marianne Rauschmayr (um 1920 – um 1995) 1
- Anatol Regnier (* 1945)
- Marc Regnier (* um 1960)
- Giulio Regondi (1823–1872)
- Brita Rehsöft (* 1971) 1
- Gerhard Reichenbach (* 1965)
- Christian Reichert (* 1971)
- Martin Rennert (* 1954) 1
- Hermann Rensch (1872–1960) 1
- José Rey de la Torre (1917–1994)
- Jeanne Ricada-Mathorez (1887–1980)
- Helmut Richter (* 1955)
- Barbara Richter-Rumstig (* 1940) 1
- Rodrigo Riera (1923–1999)
- Rubén Riera (* 1957)
- Peder Riis (1952–2016) 1
- Helenus de Rijke (* 1954) 1
- Jurgis Rimkevicius (1914–2003)
- Hans Ritter (1878–1949) 1
- Josefina Robledo (1892–1972)
- Pepita Roca (1897–1956)
- Pascual Roch (1864–1921)
- José Luis Rodrigo (1942–2020)
- Teresa de Rogatis (1893–1979)
- Rainer Rohloff (1959–2017)
- Berta Rojas (* 1966)
- Bernd Romahn (* 1944)
- István Römer (* 1962) 1
- Matthäus Römer (1871–1954)
- Angel Romero (* 1946) 1
- Celedonio Romero (1913–1996) 1
- Celin Romero (* 1936) 1
- Celino Romero (* 1969) 1
- Lito Romero (* um 1975) 1
- Pepe Romero (* 1944) 1
- Ernst Rommel (1905–1985)
- Jörgen Rörby (1932–1988)
- Theodor Ross (1947–2022) 1
- Emmanuel Rossfelder (* 1973)
- Jürgen Rost (* 1945) 1
- Monika Rost (* 1943) 1
- Ede Roth (* 1948)
- Bernhard Rövenstrunck (1920–2010)
- Miguel Rubio (1944–2020)
- Jürgen Ruck (* 1961)
- Sergej Rudnev (* 1955)
- Dieter Rumstig (1928–2017) 1
- Frederik Rung (1854–1914)
- Henrik Rung (1807–1871)
- David Russell (* 1953)
- Gary Ryan (* 1969)
- Tatyana Ryzhkova (* 1986)

S
- Arnošt Sádlík (1927–1998)
- Luigi Sagrini (1809–1874)
- Eduardo Sáinz de la Maza (1903–1982)
- Regino Sáinz de la Maza (1897–1981)
- Pablo Sáinz Villegas (* 1977)
- Sergei Sajaitzky (1850–1910)
- Vincenzo Saldarelli (* 1946) 1
- Celia Salomón de Font (um 1908–2002)
- Karim Samah (* 1963)
- Mariángeles Sánchez Benimeli (1943–2014)
- Hein Sanderink (* 1945)
- Erika Santek-Pircher (1946–2018)
- Lucas Santtana (* 1970)
- Gaspar Sanz (1640 – um 1710)
- Maria Livia São Marcos (* 1942)
- Tadashi Sasaki (* 1943)
- Jukka Savijoki (* 1952)
- Isaías Sávio (1900–1977)
- Chuzaemon Sawaguchi (1902–1946)
- Isolde Schaupp (1945–2013)
- Karin Schaupp (* 1972)
- Christian Gottlieb Scheidler (1747–1829)
- Karl Scheit (1909–1993)
- Heinrich Scherrer (1865–1937)
- Otto Schick (1850–1928)
- Edith Schilbach (1927–2015)
- Klaus-Peter Schimanski (1950–2023) 1
- Otto Schindler (1904–1985)
- Willi Schlinske (1904–1969) 1
- Stephan Schmidt (* 1964)
- Denis Schmitz (* 1989)
- Gunter Schneider (* 1954)
- Heinrich Schneider (1890–1978)
- John Schneider (* 1950)
- Silvio Schneider (* 1969) 1
- Simon Schneider (1886–1971)
- Barbara Schneider-Romen (* 1963)
- Inge Scholl-Kremmel (1939–2022)
- Jürgen Schöllmann (* 1951)
- Evelyne Schönfeld, eigentlich Eveline Schultze (* 1938)
- Joachim Schrader (* 1961) 1
- Leonhard Schulz (1813–1860)
- Sigi Schwab (1940–2024) 1
- Jürgen Schwenkglenks (* 1956)
- Kevin Seddiki (* 1981)
- Andrés Segovia (1893–1987)
- Fritz Seidemann (1913–2003)
- Peter Sensier (1918–1977)
- Arnold Sesterheim (1949–2018)
- Ernest Shand (1868–1924)
- Aaron Shearer (1919–2008)
- Mario Sicca (1930–2023)
- Kassandra Siebel (* 1993)
- Erhard Siebert (1906–1988)
- José Maria Sierra Fortuny (1925–1998)
- María Isabel Siewers (* 1950)
- Cayo Sila Godoy (1919–2014)
- Jesús Silva Valdés (1914–1996)
- Herbert Simmeties (1941–1996)
- Ronoel Simões (1919–2010)
- Per Skareng (* 1959)
- Reginald Smith Brindle (1917–2003)
- Raphaëlla Smits (* 1957)
- Katarzyna Smolarek (* 1995)
- Walter Socha (1887–1975)
- Marco Socías (* 1966)
- Marek Konrad Sokołowski (1818–1883)
- Göran Söllscher (* 1955)
- Lee Song-Ou (* um 1970) 1
- Gundula Sonsalla (1944–1999)
- Fernando Sor (1778–1839)
- Kazimierz Sosiński (1900–1984)
- Pieter van der Staak (1930–2007)
- David Starobin (* 1951)
- Esther Steenbergen (* 1964) 1
- Pavel Steidl (* 1961) 1
- Ulrich Steier (* 1964)
- Friedhelm Steltner (1930–2023)
- Andreas Stevens (* 1958) 1
- Stephan Stiens (* 1961) 1
- Anton Stingl (1908–2000)
- Richard Stover  (1945–2019)
- Peter Strack (* 1951) 1
- Robert Strizich  (1945–2024)
- Su Meng (* 1988) 1
- Ichirō Suzuki (* 1948)
- Iwao Suzuki (1932–2019)
- Stanisław Szczepanowski (1811–1877)
- Csaba Székely (* 1962)
- László Szendrey-Karper (1932–1991)
- Bruno Szordikowski (1944–2021)

T
- Miroslav Tadić (* 1959)
- Eli Tagore (1930–2015)
- Isao Takahashi (1907–2003)
- Ernesto Tamayo (1971–2014)
- Marco Tamayo (* 1973)
- David Tanenbaum (* 1956)
- Johannes Tappert (1956–2022)
- Wilhelm Tappert (1830–1907)
- Lajos Tar (* 1957)
- Graciano Tarragó y Pons (1892–1973) 1
- Renata Tarragó (1927–2005) 1
- Francisco Tárrega (1852–1909)
- Monina Távora, eigentlich Adolfina Raitzin de Távora (1921–2011)
- Hans Tempel (1897–1933) 1
- Scott Tennant (* 1962) 1
- Heinz Teuchert (1914–1998)
- Michael Teuchert (1948–2023) 1
- Herbert Thienemann (1884–1963)
- Spiros Thomatos (1932–2012) 1
- Jan Thomsen (* 1958) 1
- Koos Tigges (1917–1991)
- Zoltán Tokos (* 1952)
- José Tomás (1934–2001)
- François Tomasi (* 1943)
- Marina Tomei (* um 1988)
- Bruno Tonazzi (1924–1988)
- Guido Topper (1940–2013)
- Marko Toptschij (* 1991)
- Jaume Torrent i Rius (* 1953) 1
- José de Tourris (1925–2018)
- Robert Treml (1899–1945)
- Carles Trepat i Domingo (* 1960)
- Roger Tristao Adao (* 1963 als Roger Zimmermann)
- Michael Tröster (* 1956)
- Gerhard Tucholski (1903–1983) 1
- Vojtěch Tukač (1897–2000)
- İhsan Turnagöl (* 1957)
- James Tyler (1940–2010)

U
- Ferdinand Uhlmann (* 1944)
- Manfred Uhlmann  (1938–2021)
- Pierre Urban (1930–2019)
- Štěpán Urban (1913–1974)

V
- Piraí Vaca (* 1967)
- Valentin Valchev (1960–2014) 1
- Milena Valcheva (* 1967) 1
- Rolando Valdés-Blain (1920–2002)
- Alberto Valdés-Blain (1922–2011)
- Antonio Valero (* um 1950) 1
- Gohar Vardanyan (* um 1985)
- Petra Vermote (* 1968)
- Aliéksey Vianna (* 1975)
- Ana Vidović (* 1980)
- Victor Vidović (* 1973)
- Jason Vieaux (* 1973)
- Victor Villadangos (* 1958)
- José Viñas (1823–1888)
- Robert de Visée (um 1660 – 1732)
- Dick Visser (1926–2012) 1
- José Vítores (* 1962) 1
- Sabrina Vlaškalić (1989–2019)

W
- Marlies Waespe (* 1946) 1
- Jens Wagner (* 1958) 1
- Luise Walker (1910–1998)
- Timothy Walker (1943–2021)
- Wang Yameng (* 1981) 1
- Norihiko Watanabe (1948–2004)
- Wladimir Wawilow (1925–1973) 1
- Peter Weirauch (1933–2019)
- Magni Wentzel (* 1945)
- Christian Wernicke (* 1976)
- Alexandra Whittingham (* 1997)
- Augustin Wiedemann (* 1965)
- Fritz Walter Wiedemann (1898–1958) 1
- John Williams (* 1941)
- Len Williams (1910–1987)
- Inge Wilczok-Stahl (* 1944)
- Margarete Winkler (1901–1958)
- Leo Witoszynskyi (1941–2008)
- Daniel Wolff (* 1967) 1
- Robert Wolff (* 1947) 1
- Burkhard Wolk (* 1949) 1
- Oliver Woog (* 1967)
- Romain Worschech (1909–1996)
- Fritz Wörsching (1901–1976) 1
- Michail Timofejewitsch Wyssotzki (1791–1837)

X
- Ilias Xanthopoulos (1923–2005)
- Xingye Li (* 1989)
- Xu Tuo (* 1985) 1

Y
- Kanahi Yamashita (* 1997)
- Kazuhito Yamashita (* 1961)
- Naoko Yamashita (* 1963)
- Yang Xuefei (* 1977)
- Narciso Yepes (1927–1997)
- James Yoghourtjian (1923–2015)
- Andrew York (* 1958) 1

Z
- Waldemar Zaborski (* 1949)
- Marco Aurelio Zani de Ferranti (1801–1878)
- Baldomero Zapater (1883–1962)
- Milan Zelenka (* 1939)
- Karol Zemla (1908–1990)
- Jaime Mirtenbaum Zenamon (* 1953)
- Alexey Zimakov (1971–2018)
- Roland Zimmer (1933–1993)
- Christian Zimmermann (* 1954)
- Daniel Zimmermann (* um 1956)
- Jozef Zsapka (* 1947)
- Albrecht Zummach (* 1957)
- Auguste Zurfluh (1871–1941)
- Josef Zuth (1879–1932)
- Otto Zykan (1902–1989)

## Flamenco
Aus Spanien:
- Tito Alcedo (* 1958)
- Raimundo Amador (* 1959)
- Vicente Amigo (* 1967)
- Paco de Antequera, Francisco Márquez Méndez (1938–2000)
- Andrés Batista (* 1937)
- Agustín de la Fuente (* ≈1980)
- Pedro Bacán, Pedro Peña Peña (1951–1997)
- Juan Manuel Cañizares (* 1966)
- Manuel Cano Tamayo (1925–1990)
- Isidoro Carmona (1951–1988), geboren in Granada, gestorben in Sevilla
- Miguel Borrul Castello (1866–1926)
- Teodoro Castro, genannt „El Niño de Cádiz“ (1893–1960)
- Paco Cepero, Francisco López-Cepero García (* 1942)
- Chicuelo, Juan Gómez (* 1968)
- Matilde Cuervas (1888–1956)
- Juan Gandulla (≈1860–1935), genannt „Habichuelas“, Gitano aus Cádiz, Schüler von Patiño
- Diego del Gastor, Diego Amaya Flores (1908–1973)
- Mario Escudero (1928–2004), geboren in Alicante, gelebt in Los Angeles
- Luis Yance Fernandez (1892–1938), Begleitgitarrist von La Argentina in Amerika
- Nono García, Antonio García Domínguez (* 1959)
- Joaquin Gomez, Lehrer von Ivor Mairants
- José Gonzáles (1829–1902), genannt „(Maestro) Patiño“
- Pepe Habichuela, José Antonio Carmona Carmona (* 1944)
- Oscar Herrero (* 1959)
- Manolo de Huelva, Manuel Gómez Velez (1899–1976)
- Pepe Justicia, José Moreno Justicia (1960–2024)
- Santiago Lara (* 1984)
- Paco de Lucía (1947–2014)
- Ivor Mairants (1908–1998)
- Luis Maravella, Luis Lopez Tejera (1914–2000)
- Melchor de Marchena, Melchor Jiménez Torres (1907–1980)
- Roman Garcia Martinez (1869–1932), klassischer und Flamencogitarrist aus Granada
- Pepe Martínez (1922–1984)
- Jerónimo Maya (* 1977), Flamencogitarrist aus Madrid, genannt „Mozart del Flamenco“
- El Niño Miguel, Miguel Vega de la Cruz (1952–2013)
- Carlos Montoya (1903–1993)
- Ramón Montoya (1880–1949)
- David Moreno Navarro (1924–1976)
- Moraíto Chico, Manuel Moreno Junquera (1955–2011)
- José Motos Rodrigo (1930–1978)
- Niño de Tupé (* 1963)
- Gerardo Núñez (* 1961)
- Parrilla de Jerez, Manuel Fernández Molina (* 1945)
- Pedro del Valle Pichardo, genannt „Perico el del Lunar“ (1894–1964)
- Paco Peña, Francisco Peña Pérez (* 1942)
- Peret, Pedro Pubill i Calaf (1935–2014)
- Antonio Pérez (1835–1900)
- Manuel Pérez (* ≈1835 in Cádiz), genannt „El Pollo“
- Francisco Rodríguez, genannt „El Murciano“ (1795–1848)
- Juan Rodriguez Vila (* 1960)
- Roman El Granaïno, Cándido Román Maldonado (1904–1984)
- Niño Ricardo, Manuel Serrapí Sánchez (1904–1972)
- Rafael Riqueni (* 1962)
- Sabicas, Agustín Castellón Campos (1912 – 1990)
- Esteban Sanlúcar, Esteban Delgado Bernal (1910–1989)
- Manolo Sanlúcar, Manuel Muñez Alcón (1943–2022)
- Serranito, Víctor Luis Monge Fernández (* 1942)
- Juan Serrano (* 1934)
- Paco Serrano (* 1964)
- Pedro Sierra (* 1966)
- Tomatito, José Fernández Torres (* 1958)

Aus Deutschland:
- Detlev Bork (* 1967)
- Rafael Cortés (* 1973)
- Gerhard Graf-Martinez (* 1952)
- Jan Hengmith (* 1961)
- Miguel Iven (* 1957)
- Hansjoachim Kaps (1942–2004)
- Ralf Krause (* 1948)
- Ottmar Liebert (* 1959)
- Manolo Lohnes (* 1943)
- Michio, Michio Woirgardt (* 1971)
- Georg Rist (* 1952)
- Rayko Schlee (* ≈1980)
- Herbert Simmeties (1941–1996)
- Karl Wouda (* ≈1955)

Aus anderen Ländern:
- Armik, Armik Dashchi (* ≈1955), Iran
- Philippe Dragonetti (* 1959), Schweiz, geboren in Belgien
- Grisha Goryachev (* 1977), Russland
- Michael Laucke (1947–2021), Kanada
- José Peña (1935–2009), Frankreich, geboren in Spanien
- Nick Perrin, Nicolas Perrin (* 1977), Schweiz
- Manitas de Plata, Ricardo Baliardo (1921–2014), Frankreich
- Pedro Soler, Pierre Alfred Genard (1938–2024), Frankreich

## Jazz
A
- John Abercrombie (1944–2017)
- Paul Abler (1957–2017)
- Werner Acker (* 1955)
- Kasper Agnas (* 1992)
- Jan Akkerman (* 1946)
- Eef Albers (* 1951)
- Tito Alcedo (* 1958)
- Rodolfo Alchourrón (1934–1999)
- Howard Alden (* 1958)
- Johnny Alegre (* 1955)
- Peo Alfonsi (* 1967)
- Mike Allemana (* 1969)
- Laurindo Almeida (1917–1995)
- Yuval Amihai (* 1981)
- Tuck Andress (* 1952)
- Ron Anthony (1933–2021)
- Tal Arditi (* 1998)
- John Arman (* 1986)
- Bruce Arnold (* 1955)
- Jacob Artved (* 1998)
- Peter Autschbach (* 1961)

B
- Gyula Babos (1949–2018)
- Elek Bacsik (1926–1993)
- George Barcos (* 1946)
- Spencer Barefield (* 1953)
- George Barnes (1921–1977)
- Claude Barthélemy (* 1956)
- Billy Bauer (1915–2005)
- Billy Bean (1933–2012)
- Joe Beck (1945–2008)
- Johannes Behr (* 1981)
- Dirk Bell (* 1958)
- Paulo Bellinati (* 1950)
- Walter Beltrami (* 1974)
- Roni Ben-Hur (* 1962)
- George Benson (* 1943)
- Peter Bernstein (* 1967)
- Jean Berry (1921–2022)
- Florestan Berset (* 1995)
- Ed Bickert (1932–2019)
- Franz Bilik (1937–1983)
- Toto Blanke (1936–2013)
- Michael Bocian (* 1953)
- Sebastian Böhlen (* 1986)
- Paul Bollenback (* 1959)
- Raymond Boni (* 1947)
- Simon Booth (1956–2023)
- João Bosco (* 1946)
- Jean-Paul Bourelly (* 1960)
- Paul Brändle (* 1992)
- Craig Brann (* 1978)
- Jonathan Bratoëff (* 1974)
- Arne Braun (* 1995)
- Thomas Brendgens-Mönkemeyer (* 1952)
- Thomas Brill (* 1957)
- Lucas Brode (* ≈1990)
- Michael Bucher (* 1975)
- Dennis Budimir (1938–2023)
- Klaus Buhé (1912–1996)
- Thomas Buhé (1920–2015)
- Hiram Bullock (1955–2008)
- Fritz von Bülow (1933–1993)
- Bertram Burkert (* 1994)
- Kenny Burrell (* 1931)
- Charlie Byrd (1925–1999)

C
- Larry Carlton (* 1948)
- Federico Casagrande (* 1980)
- Al Casey (1915–2005)
- Philip Catherine (* 1942)
- Dori Caymmi (* 1943)
- Alessio Cazzetta (* 1988)
- Guillermo Celano (* 1977)
- Franco Cerri (1926–2021)
- Rémi Charmasson (1961–2025)
- Charlie Christian (1916–1942)
- Eddy Christiani (1918–2016)
- Ali Claudi (1942–2023)
- Dave Cliff (* 1944)
- Andrew Clinkman (* 1991)
- Max Clouth (* 1985)
- Manu Codjia (* 1975)
- Joe Cohn (* 1956)
- Jamie Colpitts (1931/32–2023)
- Eddie Condon (1905–1973)
- Robert Conti (* 1945)
- Michele Corcella (* 1973)
- Gilles Coronado (* 1966)
- Larry Coryell (1943–2017)
- Giorgio Crobu (* 1959)

D
- Thomas T. Dahl (* 1973)
- Federico Dannemann (* 1979)
- Rudolf Dašek (1933–2013)
- Samy Daussat (* 1972)
- Bill De Arango (1921–2005)
- Thijs de Klijn (* 1990)
- Bill De Kuiper (1953–2022)
- Irio De Paula (1939–2017)
- Philippe Deschepper (* 1949)
- Bob DeVos (* 1946)
- Torsten de Winkel (* 1965)
- Al Di Meola (* 1954)
- José Diaz de León (* 1983)
- Manfred Dierkes (1966–2015)
- Filip Dinev (* 1995)
- Francesco Diodati (* 1983)
- Joe Diorio (1936–2022)
- Diz Disley (1931–2010)
- Lawrence Dixon (1895–1970)
- Andreas Dombert (* 1979)
- Toni Donadio (* 1956)
- David Dorůžka (* 1980)
- Vicky Down (1926–2020)
- Philippe Dragonetti (* 1959)
- Quentin Dujardin (* 1977)
- Todd Duke (1970–2019)
- Ted Dunbar (1937–1998)
- Eddie Durham (1906–1987)
- Errol Dyers (1952–2017)

E
- Jean-Marie Ecay (* 1962)
- Christian Eckert (* 1965)
- Kim Efert (* 1974)
- Bruce Eisenbeil (* 1963)
- Herb Ellis (1921–2010)
- Philipp van Endert (* 1969)
- Folke Eriksberg (1910–1976)
- Christian Escoudé (1947–2024)
- John Etheridge (* 1948)
- Kevin Eubanks (* 1957)
- Karl Evangelista (* 1986)
- Eran Har Even (* 1983)

F
- Dave Fabris (* 1967)
- Marvin Falcon (1935–2022)
- Bobby Falta (* 1941)
- Lancy Falta (* 1965)
- Tal Farlow (1921–1998)
- Per Arne Ferner (* 1985)
- Boulou Ferré (* 1951)
- Elios Ferré (* 1956)
- Bernard Fichtner (* ≈1970)
- Heiko Fischer (* 1982)
- Jacob Fischer (* 1967)
- Julian Fischer (* 1991)
- Reine Fiske (* 1972)
- David Fiuczynski (* 1964)
- Önder Focan (* 1955)
- Bruce Forman (* 1956)
- Marc Fosset (1949–2020)
- Johnny Fourie (1937–2007)
- Mimi Fox (* 1956)
- Heiner Franz (* 1946)
- Bill Frisell (* 1951)

G
- Eric Gale (1938–1994)
- Lula Galvão (* 1962)
- Frank Gambale (* 1958)
- Nono García (* 1959)
- Garoto (1915–1955)
- Ro Gebhardt (* 1963)
- Grant Geissman (* 1953)
- Sandro Gibellini (* 1957)
- Gene Gifford (1908–1970)
- Dave Gisler (* 1983)
- Steve Gnitka (1953–2023)
- Alex Goodman (* 1987)
- Mick Goodrick (1945–2022)
- Torsten Goods (* 1980)
- Jimmy Gourley (1926–2008)
- Richard Graf (* 1967)
- David Grabowski (* 1992)
- Dean Granros (* 1951)
- Pasquale Grasso (* 1988)
- Jørn Grauengaard (1921–1988)
- Freddie Green (1911–1987)
- Grant Green (1935–1979)
- Ted Greene (1946–2005)
- Gilles Grethen (* 1994)
- Maarten van der Grinten (* 1963)
- Gérard Guse (* 1972)
- Bálint Gyémánt (* 1983)

H
- Johannes Haage (* ≈1980)
- Harald Haerter (* 1958)
- Axel Hagen (* 1963)
- Jerry Hahn (* 1940)
- Jim Hall (1930–2013)
- Mary Halvorson (* 1980)
- Zacc Harris (* 1978)
- Fred Harz (1926–2001)
- Christian Hassenstein (* 1960)
- Frank Haunschild (* 1958)
- Franz Hellmüller (* 1973)
- Karsten Hochapfel (* 1978)
- Allan Hodgkiss (1917–1986)
- Uli Hoffmeier (* 1957)
- Allan Holdsworth (1946–2017)
- Ernie Hood (1923–1991)
- Andreas Hourdakis (* 1981)
- Bill Horvitz (1947–2017)
- Diane Hubka (* 1957)
- Charlie Hunter (* 1967)

I
- Shinobu Ito (* 1951)

J
- Paul Jackson Jr. (* 1959)
- Allan Jaffe (* 1950)
- Antonio Jasevoli (* 1963)
- Antônio Carlos Jobim (1927–1994)
- Stanley Jordan (* 1959)
- Barbara Jungfer (* 1968)
- Manfred Junker (* 1969)
- Vic Juris (1953–2019)
- Darko Jurković (* 1965)

K
- Helmut Kagerer (* 1961)
- Merje Kägu (* ≈1994)
- Jean-Michel Kajdan (* 1954)
- Anna Regina Kalk (* 1993)
- Ryō Kawasaki (1947–2020)
- Sven Kerschek (* 1973)
- Barney Kessel (1923–2004)
- Robert Keßler (* 1984)
- Riaz Khabirpour (* 1979)
- Steve Khan (* 1947)
- Peter Kienle (* 1960)
- Roman Klöcker (* 1949)
- Marcus Klossek (* 1968)
- Niclas Knudsen (* 1972)
- Max Koch (* ≈1991)
- Christian Kögel (* 1967)
- Hans Korseck (1911–1942)
- Andor Kovács (1929–1989)
- André Krengel (* 1981)
- Carl Kress (1907–1965)
- Volker Kriegel (1943–2003)
- Uwe Kropinski (* 1952)
- Antoni Krupa (1945–2024)
- Leonhard Kuhn (* 1987)
- Jan Kuiper (* 1957)
- Frank Kuruc (* 1961)

L
- Biréli Lagrène (* 1966)
- Dávid Lamm (* 1978)
- Eddie Lang (1902–1933)
- Thomas Langer (* 1967)
- Ant Law (* 1983)
- Serge Lazarevitch (* 1957)
- Harry Leahey (1935–1990)
- Carl LeBlanc (* 1955)
- Joep van Leeuwen (1955–2024)
- Johan Leijonhufvud (* 1971)
- Peter Leitch (1944–2024)
- Bob Lessey (1910–1989)
- Hugo Lippi (* 1977)
- Max Löbner (* 1999)
- Chuck Loeb (1955–2017)
- Lorne Lofsky (* 1954)
- Oscar López Ruiz (1938–2021)
- Mundell Lowe (1922–2017)
- Sylvain Luc (1965–2024)
- Nick Lucas (1897–1982)
- Rob Luft (* 1993)
- Kosta Lukács (1943–1993)

M
- Johannes Maikranz (* 1988)
- Christoph Mallinger (* ≈1984)
- Russell Malone (1963–2024)
- Augusto Mancinelli (1953–2008)
- Gérard Marais (* 1945)
- Pat Martino (1944–2021)
- Pedro Martins (* 1993)
- Rolf Marx (* 1957)
- Carmen Mastren (1913–1981)
- Keisuke Matsuno (* 1985)
- Louis Matute (* 1993)
- Frédéric Maurin (* 1976)
- Dick McDonough (1904–1938)
- John McLaughlin (* 1942)
- Richard McPartland (1905–1957)
- Raissa Mehner (* 1986)
- Ava Mendoza (* 1983)
- Mareille Merck (* 1996)
- Pat Metheny (* 1954)
- Camila Meza (* 1985)
- Peter Meyer (* ≈1984)
- Ulf Meyer (* 1955)
- Szymon Mika (* 1991)
- Tim Miller (* 1973)
- Mahan Mirarab (* 1983)
- Frank Möbus (* 1966)
- Ole Molin (1936–2024)
- Chris Montague (* ≈1985)
- Jean-Marc Montera (* 1955)
- Wes Montgomery (1923–1968)
- Paulo Morello (* 1970)
- Philippe Mouratoglou (* 1973)
- Jim Mullen (* 1945)
- Attila Muehl (* 1985)
- Sebastian Müller (* 1980)
- Martin Müller (* 1956)
- Dirk Mündelein (* 1969)
- Michael Musillami (* 1953)
- Wolfgang Muthspiel (* 1965)

N
- Walt Namuth (1942–2011)
- Steffi Narr (* 1986)
- Randy Napoleon (* 1977)
- Ali Neander (* 1958)
- Richard Nelson (* 1960)
- Richard Nelson (* ≈1965)
- Christoph Neuhaus (* 1986)
- Calvin Newborn (1933–2018)
- Helmut Nieberle (1956–2020)
- Mike Nielsen (* 1961)
- Bern Nix (1947–2017)
- Sebastian Noelle (* 1973)
- Johan Norberg (* 1959)
- Robert Normann (1916–1998)
- Ray Norris (1916–1958)
- Oz Noy (* 1972)

O
- Andreas Öberg (* 1978)
- Matthias Ockert (* 1970)
- Christoph Oeding (1958–2019)
- Mark O’Leary (* 1969)
- Peter O’Mara (* 1957)
- Antonio Onorato (* 1964)
- Esa Onttonen (* 1975)
- Igor Osypov (* 1988)
- Bernd K. Otto (* 1947)
- Wim Overgaauw (1929–1995)

P
- Julian Pajzs (* 1987)
- Jacques Palinckx (* 1959)
- Paul Pallesen (* 1956)
- Gérard Pansanel (* 1952)
- Joe Pass (1929–1994)
- Lino Patruno (* 1935)
- Robert Pawlik (* 1965)
- Oliver Pellet (* ≈1987)
- Harry Pepl (1945–2005)
- Luca Perciballi (* 1984)
- Michel Perez (* 1946)
- Nick Perrin (* 1977)
- Davide Petrocca (* 1975)
- Lorenzo Petrocca (* 1964)
- Philippe Petrucciani (* 1957)
- Tony Petrucciani (* 1936)
- Paul Peuker (* 1987)
- Tim Pfau (* 1951)
- Dan Phillips (* 1965)
- Romain Pilon (* 1981)
- Anthony Pirog (* um 1980)
- John Pisano (1931–2024)
- Tony Pitt (1940–2021)
- Bucky Pizzarelli (1926–2020)
- John Pizzarelli (* 1960)
- David Plate (* 1971)
- Leon Maria Plecity (* 1995)
- Mikkel Ploug (* 1978)
- Andreas Polte (* 1958)
- Baden Powell (1937–2000)
- R. Prasanna (* 1970)
- Jeanfrançois Prins (* 1967)
- Joe Puma (1927–2000)

Q
- John Quara (1924–2024)

R
- Rodolphe Raffalli (* 1959)
- Uroš Rakovec (* 1972)
- Doug Raney (1956–2016)
- Jimmy Raney (1927–1995)
- Karl Ratzer (* 1950)
- Jan Reimer (* 1953)
- Emily Remler (1957–1990)
- Gilles Renne (* 1954)
- Allan Reuss (1915–1988)
- Travis Reuter (* 1986)
- Marc Ribot (* 1954)
- Lee Ritenour (* 1952)
- Howard Roberts (1929–1992)
- Phil Robson (* 1970)
- Peter Rom (* 1972)
- Dan Rose (* 1947)
- Wanja Rosenthal (* ≈1996)
- Kurt Rosenwinkel (* 1970)
- Brandon Ross (* 1955)
- Christian Röver (* ≈1966)
- Pino Rucher (1924–1996)
- Alexander Rueß (1998)
- Greg Ruggiero (* 1977)
- John Russell (1954–2021)
- Jesse van Ruller (* 1972)
- Andrei Ryabov (* 1962)
- Terje Rypdal (* 1947)

S
- Karim Saber (* ≈1996)
- Michael Sagmeister (* 1959)
- Roy Sainsbury (1942–2022)
- Samo Šalamon (* 1978)
- Henri Salvador (1917–2008)
- Sal Salvador (1925–1999)
- Emiliano Sampaio (* 1984)
- Dennis Sandole (1913–2000)
- Paul Santner (* 1992)
- Gray Sargent (* 1953)
- Rafał Sarnecki (* 1982)
- Benjamin Sauzereau (* 1984)
- Shungo Sawada (1930–2006)
- Wolfgang Schalk (* 1961)
- Philipp Schaufelberger (* 1970)
- Sebastian Scheipers (* 1985)
- Philipp Schiepek (* 1994)
- Gero Schipmann (* 1988)
- Wolfgang Schmiedt (* 1959)
- Denis Schmitz (* 1989)
- Johannes Schmitz (* 1987)
- Sandro Schneebeli (* 1974)
- Benedikt Schnitzler (* um 1992)
- Daniel Sebastian Scholz (* 1983)
- Piotr Scholz (* 1991)
- Joachim Schönecker (* 1966)
- Coco Schumann (1924–2018)
- Reg Schwager (* 1962)
- John Scofield (* 1951)
- Vladimir Shabaltas (1970–2010)
- Sonny Sharrock (1940–1994)
- Brad Shepik (* 1966)
- Paul Shigihara (* 1955)
- Jimmy Shirley (1913–1989)
- Bernard Siffert (1957–2023)
- Yotam Silberstein (* 1982)
- Rotem Sivan (* ≈1987)
- John Slaughter (1944–2010)
- Jarosław Śmietana (1951–2013)
- George M. Smith (1912–1993)
- Johnny Smith (1922–2013)
- Ferenc Snétberger (* 1957)
- Christof Söhngen (* 1970)
- Dani Solimine (* 1963)
- Claus Spechtl (* 1956)
- Tassos Spiliotopoulos (* 1978)
- Bram Stadhouders (* 1987)
- Philipp Stauber (* 1965)
- John Stein (1949)
- Leni Stern (* 1952)
- Mike Stern (* 1953)
- Matthew Stevens (* 1982)
- Louis Stewart (1944–2016)
- Don Stiernberg (* 1956)
- Nicola Stilo (* 1956)
- Harri Stojka (* 1957)
- John Stowell (* 1950)
- Bernard Struber (* 1950)
- Monnette Sudler (1952–2022)
- Freddy Sunder (1931–2016)
- Dieter Süverkrüp (1934–2025)
- Frédéric Sylvestre (1953–2014)
- Gábor Szabó (1936–1982)
- Gellért Szabó (* 1992)
- Sándor Szabó (* 1956)

T
- Giorgos Tabakis (* 1980)
- Philip Tabane (1934–2018)
- Pedro Tagliani (* 1961)
- Daniel Tamayo (* 1989)
- Christine Tassan (* 1970)
- Martin Taylor (* 1956)
- Ximo Tebar (* 1963)
- Shirley Tetteh (* ≈1990)
- Peter Tiehuis (* 1956)
- Bebop Sam Thomas (≈1927–1988)
- John Thomas (1954–2023)
- René Thomas (1926–1975)
- Darryl Thompson (1955–2014)
- Rolf Tönnes (* 1957)
- Ralph Towner (* 1940)
- Josep Traver (* 1968)
- Bud Tristano (* 1959)
- Manuel Troller (* 1986)

U
- James Blood Ulmer (* 1942)
- Phil Upchurch (* 1941)

V
- Michael Valeanu (1985)
- George Van Eps (1913–1998)
- Andreas Varady (* 1997)
- Aliéksey Vianna (* 1975)
- Gabriel Vicéns (* 1988)
- Frank Vignola (* 1965)
- Teemu Viinikainen (* 1975)
- Tam de Villiers (* 1979)
- Jonas Vogelsang (* 1989)
- Vinz Vonlanthen (1959–2024)

W
- Vilkka Wahl (* 1978)
- Ulf Wakenius (* 1958)
- Titus Waldenfels (* 1969)
- Mike Walker (* 1962)
- Leonard Ware (1909–1974)
- Stanley Watson (1926–1978)
- Chuck Wayne (1923–1997)
- Rainer Weber (* 1951)
- Ken Wessel (* 1956)
- Cedric West (1919–1997)
- Mark Whitfield (* 1966)
- Jack Wilkins (1944–2023)
- Dale Williams (* ≈1955)
- Dan Wilson (* ≈1986)
- Jonas Windscheid (* 1982)
- Cory Wong (* 1985)
- Tom Wörndl (* 1989)

X
- Sibusile Xaba (* 1984)

Y
- Çağlayan Yıldız (* 1966)

Z
- Kalle Zeier (* 1983)
- Sandro Zerafa (* 1975)
- Axel Zinowsky (* 1952)
- Ella Zirina (* 1997)
- Ratko Zjača (* ≈1970)
- Attila Zoller (1927–1998)
- Alfons Zschockelt (1935–2023)
- Christina Zurhausen (* 1981)

## Gypsy-Jazz
- Wawau Adler (* 1967)
- Christophe Astolfi (* 1977)
- Kamlo Barré (* 1968)
- Joe Bawelino (* 1946)
- Gonzalo Bergara (* 1980)
- Marcel Bianchi (1911–1998)
- Benjamin Bobenrieth (* 1988)
- Aurélien Bouly (* 1978)
- Étienne Bousquet (1925–1998)
- Coco Briaval (* 1949)
- Romain Brizemur (* 1970)
- Marcel Campion (* 1940)
- Roger Chaput (1909–1995)
- Walter Coronda (* 1974)
- Dominique Cravic (* 1946)
- Henri Crolla (1920–1960)
- Koen De Cauter (* 1950)
- Philippe Doudou Cuillerier (1961–2023)
- Angelo Debarre (* 1962)
- Tolga During (* 1977)
- Bobby Falta (* 1941)
- Lancy Falta (* 1965)
- Raphaël Faÿs (* 1959)
- Boulou Ferré (* 1951)
- Elios Ferré (* 1956)
- Bamboula Ferret (1919–2008)
- Baro Ferret (1908–1978)
- Challain Ferret (1914–1996)
- Matelo Ferret (1918–1989)
- Sarane Ferret (1912–1970)
- Hervé Gaguenetti (* 1967)
- Ritary Gaguenetti (* 1978)
- Mondine Garcia (1936–2010)
- Ninine Garcia (* 1956)
- Daniel Givone (* 1958)
- Gismo Graf (* 1992)
- Rocky Gresset (* 1980)
- Knebo Guttenberger (* 1982)
- Mano Guttenberger (* 1978)
- Sven Jungbeck (* 1983)
- Damir Kukuruzović (1975–2020)
- Fapy Lafertin (* 1950)
- Steeve Laffont (* 1975)
- Biréli Lagrène (* 1966)
- Jon Larsen (* 1959)
- Serge Krief (* 1962)
- Christophe Lartilleux (* 1965)
- Schmeling Lehmann (* 1936)
- Tcha Limberger (* 1977)
- Yorgui Loeffler (* 1979)
- Jean „Montagne“ Maille
- Jean „Nénène“ Maille (um 1910 – nach 1959)
- Jean „Serani“ Maille
- René Mailhes (1935–2022)
- Pierre Manetti (* 1993)
- Richard Manetti (* 1986)
- Lollo Meier (* 1962)
- Dino Mehrstein (* ≈1978)
- Adrien Moignard (* 1985)
- Robin Nolan (* 1968)
- Elias Prinz (* 2000)
- Feigeli Prisor (* 1964)
- Rodolphe Raffalli (* 1959)
- Adrian Raso (* 1972)
- Babik Reinhardt (1944–2001)
- David Reinhardt (* 1986)
- Daweli Reinhardt (1932–2016)
- Django Reinhardt (1910–1953)
- Django Heinrich Reinhardt (* 1962)
- Joseph Reinhardt (1912–1982)
- Lousson Baumgartner-Reinhardt (1929–1992)
- Lulo Reinhardt (* 1961)
- Lulu Reinhardt (1951–2014)
- Mandino Reinhardt (* 1956)
- Mike Reinhardt (* 1977)
- Noé Reinhardt (* 1979)
- Romane (* 1959)
- Johnny Rosenberg (* 1977)
- Jimmy Rosenberg (* 1980)
- Mozes Rosenberg (* 1983)
- Nomy Rosenberg (* 1984)
- Stochelo Rosenberg (* 1968)
- Tornado Rosenberg (* 1948)
- Patrick Saussois (1954–2012)
- Paulus Schäfer (* 1978)
- Fere Scheidegger (* 1951)
- Amati Schmitt (* 1995)
- Dorado Schmitt (* 1957)
- Samson Schmitt (* 1979)
- Tchavolo Schmitt (* 1954)
- Diknu Schneeberger (* 1990)
- Olli Soikkeli (* 1991)
- Pere Soto (* 1958)
- Martin Spitzer (1965–2024)
- Joscho Stephan (* 1979)
- Harri Stojka (* 1957)
- Christine Tassan (* 1970)
- Eugène Vées (1915–1977)
- Reinier Voet (* 1962)
- Alberto Weiss (* 1991)
- Gallo Weiss (* 1963)
- Giovanni Weiss (* 1980)
- Häns’che Weiss (1951–2016)
- Kussi Weiss (* 1978)
- Lulu Weiss (* 1959)
- Martin Weiss (1961–2024)
- Traubeli Weiss (1954–2012)
- Holzmanno Winterstein (* 1952)
- Hono Winterstein (* 1962)
- Moreno Winterstein (* 1963)
- Popots Winterstein (* 1964)
- Ziroli Winterstein (1954–2007)
- Stéphane Wrembel (* 1974)

## Blues
- Bernard Allison (* 1965)
- Luther Allison (1939–1997)
- Duane Allman (1946–1971)
- Kokomo Arnold (James Arnold; 1901–1968)
- Etta Baker (1913–2006)
- Barbecue Bob (1902–1931)
- Richard Bargel (* 1951)
- Lurrie Bell (* 1958)
- Tab Benoit (* 1967)
- Chuck Berry (1926–2017)
- Dickey Betts (1943–2024)
- Elvin Bishop (* 1942)
- Scrapper Blackwell (1903–1962)
- Blind Blake (1896–1934)
- Rory Block (* 1949)
- Michael Bloomfield (1943–1981)
- Joe Bonamassa (* 1977)
- Jack Broadbent (* 1988)
- Lonnie Brooks (1933–2017)
- Clarence Gatemouth Brown (1924–2005)
- Bob Brozman (1954–2013)
- Roy Buchanan (1939–1988)
- Eddie „Guitar“ Burns (1928–2012)
- Eddie C. Campbell (1939–2018)
- Bo Carter (1893–1964)
- Tommy Castro (* 1955)
- John Cephas (1930–2009)
- Eric Clapton (* 1945)
- Ali Claudi (1942–2023)
- Deborah Coleman (1956–2018)
- Albert Collins (1932–1993)
- Joanna Connor (* 1962)
- Johnny Copeland (1937–1997)
- Elizabeth Cotten (1893–1987)
- Robert Cray (* 1953)
- Pee Wee Crayton (1914–1985)
- Steve „The Colonel“ Cropper (* 1941)
- Kal David (1943–2022)
- Debbie Davies (* 1952)
- Reverend Gary Davis (1896–1972)
- Bo Diddley (1928–2008)
- Frank Diez (* 1950)
- Ronnie Earl (* 1953)
- Honeyboy Edwards (1915–2011)
- Robben Ford (* 1951)
- Lowell Fulson (1921–1999)
- Anson Funderburgh (* 1954)
- Rory Gallagher (1948–1995)
- Billy Gibbons (* 1949)
- Joe Gooch (* 1977)
- Peter Green (1946–2020)
- Stefan Grossman (* 1945)
- Buddy Guy (* 1936)
- John P. Hammond (* 1942)
- Corey Harris (* 1969)
- Gregor Hilden (* 1963)
- Friedrich Hochrieser, bekannt als Blues Frizz (1958–2020)
- Earl Hooker (1929/30–1970)
- John Lee Hooker (1917–2001)
- Lightnin’ Hopkins (1912–1982)
- Son House (1902–1988)
- Frank Hovington (1919–1982)
- Peg Leg Howell (1888–1966)
- Howlin’ Wolf (1910–1976)
- Mississippi John Hurt (1892–1966)
- Elmore James (1918–1963)
- Blind Lemon Jefferson (1893–1929)
- Lonnie Johnson (1899–1970)
- Robert Johnson (1911–1938)
- Blind Willie Johnson (1897–1945)
- Chris Jones (1958–2005)
- Jorma Kaukonen (* 1940)
- Jo Ann Kelly (1944–1990)
- Katie Kern (* 1973)
- Albert King (1923–1992)
- B. B. King (1925–2015)
- Freddie King (1934–1976)
- John Kirkbride (* 1946)
- Antoni Krupa (1945–2024)
- Jonny Lang (* 1981)
- Laughing Charley Lincoln (1900–1963)
- Leadbelly (1889–1949)
- Alvin Lee (1944–2013)
- J. B. Lenoir (1929–1967)
- Furry Lewis (1893–1981)
- Lightnin’ Hopkins (1912–1982)
- Mance Lipscomb (1895–1976)
- Louisiana Red (1932–2012)
- Harvey Mandel (* 1945)
- Ralf Mähnhöfer (* 1955)
- Woody Mann (1952–2022)
- Bob Margolin (* 1949)
- John Mayall (1933–2024)
- John Mayer (* 1977)
- Mississippi Fred McDowell (1904–1972)
- Brownie McGhee (1915–1996)
- Hayes McMullan (1902–1986)
- Blind Willie McTell (1901–1959)
- Memphis Minnie (1897–1973)
- Keb’ Mo’ (* 1951)
- Gary Moore (1952–2011)
- Muddy Waters (1913–1983)
- Matt „Guitar“ Murphy (1929–2018)
- Charlie Musselwhite (* 1944)
- Kenny Neal (* 1957)
- Charley Patton (1891–1934)
- John Primer (* 1946)
- Tom Principato (* 1952)
- Bonnie Raitt (* 1949)
- Kid Ramos (* 1959)
- Jimmy Reed (1925–1976)
- Paul Rishell (* 1950)
- Duke Robillard (* 1948)
- Robert Ross (* ≈1960)
- Fere Scheidegger (* 1951)
- Jim Schwall (1942–2022)
- Mark Otis Selby (1960/61–2017)
- Kenny Wayne Shepherd (* 1977)
- Vanja Sky (* 1993)
- John Slaughter (1944–2010)
- Frank Stokes (1888–1955)
- Hubert Sumlin (1931–2011)
- Taj Mahal (* 1942)
- Hound Dog Taylor (1915–1975)
- Mick Taylor (* 1949)
- Susan Tedeschi (* 1970)
- Jimmy Thackery (* 1953)
- Sister Rosetta Tharpe (1915–1973)
- Ron Thompson (1953–2020)
- George Thorogood (* 1950)
- T-Model Ford (≈1924–2013)
- Rob Tognoni (* 1960)
- Walter Trout (* 1951)
- Derek Trucks (* 1979)
- Luther Tucker (1936–1993)
- Ike Turner (1931–2007)
- Jimmie Vaughan (* 1951)
- Stevie Ray Vaughan (1954–1990)
- Henry Vestine (1944–1997)
- T-Bone Walker (1910–1975)
- Abi Wallenstein (* 1945)
- Little Joe Washington (1939–2014)
- Watermelon Slim (* 1949)
- Johnny „Guitar“ Watson (1935–1996)
- Bukka White (1906–1977)
- Dale Williams (* ≈1955)
- Jody Williams (1935–2018)
- Alan Wilson (1943–1970)
- Johnny Winter (1944–2014)
- Rainer Wöffler (Band: Sons of the Desert)
- Rusty Zinn (* 1970)

## Country
- Chet Atkins (1924–2001)
- Suzy Bogguss (* 1956)
- David Bromberg (* 1945)
- James Burton (* 1939)
- Glen Campbell (1936–2017)
- Maybelle Carter (1909–1978)
- Johnny Cash (1932–2003)
- Jerry Douglas (* 1956)
- Doyle Dykes (* 1954)
- Steve Earle (* 1955)
- Joe Ely (* 1947)
- Jimmie Dale Gilmore (* 1945)
- Waylon Jennings (1937–2002)
- Katie Kern (* 1973)
- Sneaky Pete Kleinow (1934–2007)
- Albert Lee (* 1943)
- Greg Leisz (* 1949)
- Brent Mason (* 1959)
- Buddy Miller (* 1952)
- Scotty Moore (1931–2016)
- Willie Nelson (* 1933)
- Roy Nichols (1932–2001)
- Ray Norris (1916–1958)
- Brad Paisley (* 1972)
- Carl Perkins (1932–1998)
- Luther Perkins (1928–1968)
- Jerry Reed (1937–2008)
- Don Rich (1941–1974)
- Ricky Skaggs (* 1954)
- Marty Stuart (* 1958)
- Keith Urban (* 1967)
- Doc Watson (1923–2012)
- Hank Williams (1923–1953)
- Hank Williams, Jr. (* 1949)
- Hank Williams III (* 1972)
- Bob Wootton (1942–2017)
- Dwight Yoakam (* 1956)

## Folk und Fingerstyle
- William Ackerman (* 1949)
- Agustin Amigo (* 1970)
- Pablo Ardouin (* 1951)
- Badi Assad (* 1966)
- Willy Astor (* 1961)
- Chet Atkins (1924–2001)
- Ray Austin (1943–2024)
- Joan Baez (* 1941)
- Duck Baker (* 1949)
- Robbie Basho (1940–1986)
- Steffen Basho-Junghans (1953–2022)
- Pierre Bensusan (* 1957)
- Norman Blake (* 1938)
- Dagobert Böhm (* 1959)
- Claus Boesser-Ferrari (* 1952)
- Ulli Bögershausen (* 1954)
- J. R. Bohannon (* 1987)
- Simon Boswell (* 1956)
- David Bromberg (* 1945)
- Dix Bruce (1952–2023)
- Chris Burgmann (* 1962)  1
- Peter Bursch (* 1949)
- Martin Carthy (* 1941)
- Johnny Cash (1932–2003)
- Michael Chapman (1941–2021)
- Tracy Chapman (* 1964)
- Bruce Cockburn (* 1945)
- Larry Conklin (* ≈1950)
- Ry Cooder (* 1947)
- Dominique Cravic (* 1946)
- Jim Croce (1943–1973)
- Sheryl Crow (* 1962)
- Marcel Dadi (1951–1996)
- Manfred Dierkes (1966–2015)
- Reentko Dirks (* 1979)
- Toni Donadio (* 1956)
- Pat Donohue (* 1953)
- Donovan (* 1946)
- Doyle Dykes (* 1954)
- Bob Dylan (* 1941)
- Wendy Eisenberg (* 1991)
- Tommy Emmanuel (* 1955)
- Mike Eulner (* ≈1950)
- John Fahey (1939–2001)
- Dalia Faitelson (* 1966)
- José Feliciano (* 1945)
- Silke Fell (* ≈1980)
- Thomas Fellow (* 1966)
- Guntmar Feuerstein (* 1956)
- Roger Field (* 1945)
- Peter Finger (* 1954)
- Michael Fix (* ≈1960)
- Dick Gaughan (* 1948)
- Vicki Genfan (* 1959)
- Gordon Giltrap (* 1948)
- Davey Graham (1940–2008)
- Alex de Grassi (* 1952)
- Stefan Grossman (* 1945)
- Michael Gulezian (* 1957)
- Arlo Guthrie (* 1947)
- Woody Guthrie (1912–1967)
- Michel Haumont (* 1957)
- Michael Hedges (1953–1997)
- Martin C. Herberg (* 1953)
- Phil Heywood (* um 1960)
- Peter Horton (1941–2023)
- Frank Hovington (1919–1982)
- Ralf Illenberger (* 1956)
- Allan Jaffe (* 1950)
- Bert Jansch (1943–2011)
- Jack Johnson (* 1975)
- Wizz Jones (* 1939)
- Laurence Juber (* 1952)
- Sungha Jung (* 1996)
- Roland Kalus (* 1960)
- Pat Kirtley (* 1952)
- David Knopfler (* 1952)
- Martin Kolbe (* 1957)
- Jens Kommnick (* 1966)
- Leo Kottke (* 1945)
- Madala Kunene (* 1951)
- Werner Lämmerhirt (1949–2016)
- Peter Lang (* 1948)
- Michael Langer (* 1959)
- Max Lässer (* 1950)
- Yvan Le Bolloc’h (* 1961)
- Thomas Leeb (* 1977)
- Ottmar Liebert (* 1959)
- Eric Lugosch (* ≈1955)
- Dean Magraw (* ≈1970)
- Woody Mann (1952–2022)
- John Martyn (1948–2009)
- Dave Matthews (* 1967)
- Ellen McIlwaine (1945–2021)
- Andy McKee (* 1979)
- Tony McManus (* 1965)
- Sönke Meinen (* 1991)
- Ian Melrose (* 1950)
- Joni Mitchell (* 1943)
- Stefan Mönkemeyer (* 1971)
- Martin Moro (* 1968)
- Franco Morone (* 1956)
- Peter Morscheck (* 1960)  1
- Marcus Mumford (* 1987)
- Milton Nascimento (* 1942)
- Jörg Nassler (* 1961)
- Michalis Nikoloudis (* 1949)
- Ladislav Pazdera (* 1989)
- John Pearse (1939–2008)
- Al Perkins (* 1944)
- João Pernambuco (1883–1947)
- Heiko Plank (* 1964)
- Igor Presnyakov (* 1960)
- David Qualey (1947–2024)
- Gabriella Quevedo (* 1997)
- Gabriela Quintero (* 1973)  1
- Walter Raim (1935–2004)
- Peter Ratzenbeck (* 1955)
- Leon Redbone (1949–2019)
- Preston Reed (* 1955)
- Jan Reimer (* 1953)
- John Renbourn (1944–2015)
- Eric Roche (1967–2005)
- Don Ross (* 1960)
- Harry Sacksioni (* 1950)
- Rodrigo Sánchez (* 1974)  1
- Lucas Santtana (* 1970)
- Art Paul Schlosser (* 1960)
- Denis Schmitz (* 1989)
- Silvio Schneider (* 1969)
- Eric Schoenberg (* ≈1945)
- Axel Schultheiß (* 1960)
- Sigi Schwab (1940–2024)
- Paul Simon (* 1941)
- Martin Simpson (* 1953)
- Elliott Smith (1969–2003)
- Tim Sparks (* 1954)
- Stephen Stills (* 1945)
- Jacques Stotzem (* 1959)
- Luca Stricagnoli (* 1991)
- James Taylor (* 1948)
- Martin Taylor (* 1956)
- Richard Thompson (* 1949)
- Josep Traver (* 1968)
- Suzanne Vega (* 1959)
- Sammy Vomáčka (* 1946)
- Hannes Wader (* 1942)
- Joe Washington (1920–2006)
- Doc Watson (1923–2012)
- Klaus Weiland (* 1947)
- Hans Westermeier (* 1953)
- Mason Williams (* 1938)
- Friedemann Witecka (* 1951)
- Sibusile Xaba (* 1984)

## R&B / Funk / Reggae
- Al Anderson (* 1950)
- Tom Bennecke (* 1959)
- Jack Broadbent (* 1988)
- Eric Gale (1938–1994)
- Bob Marley (1945–1981)
- Junior Marvin (* 1949)
- Al McKay (* 1948)
- Gary „Moses Mo“ Moore (Mother’s Finest)
- Prince (1958–2016)
- Bonnie Raitt (* 1949)
- Nile Rodgers (* 1952)
- Howard E. Scott (* 1946)
- Darryl Thompson (1955–2014)
- Peter Tosh (1944–1987)
- Johnny Guitar Watson (1935–1996)
- Cory Wong (* 1985)

## Rock / Pop / Fusion
A
- Bryan Adams
- Stuart Adamson (Big Country)
- Jan Akkerman (Focus)
- Steve Albini (Shellac)
- Doug Aldrich
- Duane Allman (The Allman Brothers Band)
- Raimundo Amador
- Trey Anastasio
- Aoi (The Gazette)
- Gem Archer (Oasis)
- Billie Joe Armstrong (Green Day)
- DJ Ashba (Guns N’ Roses, Sixx:A.M.)
- Richard Ashcroft
- Chet Atkins

B
- Randy Bachman (The Guess Who), (Bachman-Turner Overdrive)
- Martin Barre (Jethro Tull)
- Syd Barrett (Pink Floyd)
- Jennifer Batten
- Fred Baumert (Music-Stromers, Günther Fischer)
- Eric Bazilian (The Hooters)
- Jeff Beck (The Yardbirds)
- Brian Bell (Weezer)
- Eric Bell (Thin Lizzy)
- Matthew Bellamy (Muse)
- Randy Bernsen
- Dickey Betts (The Allman Brothers Band)
- Frank Black (Pixies)
- Ritchie Blackmore (Deep Purple)
- Ruben Block (Triggerfinger)
- Mike Bloomfield
- Myles Boisen
- Tommy Bolin
- Wes Borland (Ex-Goat Slayer, Limp Bizkit, Black Light Burns)
- Dieter Bornschlegel (Atlantis, Guru Guru)
- Uwe Bossert (Reamonn)
- Bou (An Cafe)
- Pierre Charles Bouvier (Simple Plan)
- Gary Boyle
- Klaus Brendel
- Dave Brenner (Theory of a Deadman)
- Michael Brettner (Matthias Reim)
- Evert Brettschneider
- Lucas Brode
- Dean Brown
- Jason Brown (The Lovers)
- Peter S. Brugger (Sportfreunde Stiller)
- Peter Buck (R.E.M.)
- Lindsey Buckingham (Fleetwood Mac)
- Jonny Buckland (Coldplay)
- Roman Bunka (Embryo, Dissidenten, Mohamed Mounir)
- Jacob Bunton (Lynam, Mars Electric, Adler)
- Philipp Burger (Frei.Wild)
- Bernard Butler (Suede)

C
- Randy California
- Captain Poon (eigentlich Arne Skagen) (Bloodlights, Gluecifer)
- Carl Carlton (Carl Carlton and the Songdogs, Peter Maffay)
- Brian Carroll (Guns N’ Roses)
- Khalil Chahine
- Chris Cheney (The Living End)
- John Cippolina (Quicksilver Messenger Service)
- Eric Clapton (Cream, The Yardbirds, Derek and the Dominos)
- Zal Cleminson (Sensational Alex Harvey Band), Nazareth
- Kurt Cobain (Nirvana)
- Allen Collin (Lynyrd Skynyrd)
- Tyler Connolly (Theory of a Deadman)
- Ry Cooder
- Lanny Cordola (Giuffria, Studiomusiker)
- Billy Corgan (The Smashing Pumpkins)
- Serge Corteyn (The Dorf)
- Ian Crichton (Saga)
- Sheryl Crow
- Rivers Cuomo (Weezer)

D
- Christian Datsun (The Datsuns)
- Maya Delilah
- Tom DeLonge (blink-182)
- Brad Delson (Linkin Park)
- Rick Derringer (The McCoys, Edgar Winter, Johnny Winter)
- Nick Didkovsky
- Die (Dir en grey)
- Björn Dixgård (Mando Diao)
- Andreas Dombert
- Francis Dunnery (It Bites)

E
- Duane Eddy
- Dirk Edelhoff
- Mike Einziger (Incubus)
- Simon Emmerson (Scritti Politi, Working Week, Afro Celt Sound System)
- David Howell Evans aka The Edge (U2)
- Mark Oliver Everett (Eels)

F
- Mark Farner (Grand Funk Railroad)
- Bernard Fichtner
- Robin Finck (Guns N’ Roses, Nine Inch Nails)
- Heiko Fischer (Stanfour)
- Peter Fischer
- Reine Fiske
- John Fogerty (Creedence Clearwater Revival)
- Tom Fogerty (Creedence Clearwater Revival)
- Peter Frampton (The Herd, Humble Pie)
- Ace Frehley (Kiss, Frehley’s Comet)
- Joa Frey (Driftwood Quartet)
- Robert Fripp (King Crimson)
- John Frusciante (Red Hot Chili Peppers)

G
- Eric Gale
- Noel Gallagher (Oasis)
- Rory Gallagher
- Jerry García (Grateful Dead)
- Brett Garsed
- Rea Garvey (Reamonn)
- Pierrejean Gaucher
- Lee Gaze (Lostprophets)
- J. Geils (The J. Geils Band)
- Lowell George (Little Feat)
- Per Gessle (Roxette, Gyllene Tider)
- Billy Gibbons (ZZ Top)
- David Gilmour (Pink Floyd)
- Francis Gorgé
- Stone Gossard (Pearl Jam)
- Guthrie Govan
- Gerald Gradwohl (Hallucination Company)
- Ben Granfelt (Leningrad Cowboys, Wishbone Ash)
- Ivan Graziani
- Jonny Greenwood (Radiohead)
- Dave Grohl (Foo Fighters)
- Alex Gunia

H
- Steve Hackett (Genesis)
- Isaac Hanson (Hanson)
- George Harrison (The Beatles)
- Warren Haynes
- Justin Hayward (The Moody Blues)
- Jeff Healey
- Matty Healy (The 1975)
- El Hefe (NOFX)
- Heidi Heidelberg
- Scott Henderson (Tribal Tech)
- Jimi Hendrix
- Klaus Heuser (BAP)
- hide (X Japan)
- Dave Hill (Slade)
- Steve Hillage
- Radim Hladík (Blue Effect)
- Roger Hodgson (Supertramp)
- Susanna Hoffs (The Bangles)
- Buddy Holly
- Joshua (Josh) Homme (Kyuss, Queens of the Stone Age)
- James Honeyman-Scott
- Jeremy Hora (Default)
- Steve Howe (Yes)
- Billy Howerdel (A Perfect Circle)
- Dann Huff (Giant)
- Charlie Hunter
- Chrissie Hynde (The Pretenders)

I
- Frank Iero (My Chemical Romance)
- James Iha (The Smashing Pumpkins, A Perfect Circle)

J
- Piret Järvis (Vanilla Ninja)
- Joan Jett
- Eric Johnson
- Brian Jones (The Rolling Stones)
- Malcolm Jones (Runrig)

K
- Jean-Michel Kajdan
- Kaoru (Dir en grey)
- Chris Karrer (Amon Düül)
- Karyu (D’espairsRay)
- Jorma Kaukonen (Jefferson Airplane, Hot Tuna)
- Tom Kaulitz (Tokio Hotel)
- Phil Keaggy
- Joey Kelly (The Kelly Family)
- Dave Keuning (The Killers)
- Mark Knopfler (Dire Straits)
- Freddy Koella (Bob Dylan, Willy DeVille)
- Danny Kortchmar (James Taylor, Jackson Browne, Don Henley)
- Antonio Koudele
- Robby Krieger (The Doors)
- Raimund Kroboth (Heinz, Schäl Sick Brass Band, Taraboul Orchestra)
- Chad Kroeger (Nickelback)
- Helmut Krumminga (BAP)
- Christian Achim Kühn (Kuhn Fu)
- Jürgen Kumlehn (* 1955)
- Lenna Kuurmaa (Vanilla Ninja)

L
- Michael Landau
- Paul Landers (Rammstein)
- Shawn Lane
- Sebastian Lange (In Extremo)
- Andrew Latimer (Camel)
- Avril Lavigne
- John Lennon (The Beatles)
- Mike Lewis (Lostprophets)
- Alex Lifeson (Rush)
- Hal Lindes (Dire Straits)
- Nils Lofgren (E Street Band)
- Rebecca Lovell (Larkin Poe)
- John William Lowery aka John 5 (Rob Zombie), (Ex-Marilyn Manson)
- Steve Lukather (Toto)
- Billy Lunn (The Subways)
- Jeff Lynne

M
- James Mac Gaw (Magma, One Shot)
- Serge Malik
- Muddy Manninen (Gringos Locos, Wishbone Ash)
- Phil Manzanera (Quiet Sun, Roxy Music)
- Johnny Marr (The Smiths)
- Steve Marriott (Humble Pie)
- Chris Martin (Coldplay)
- Doug Martsch (Built to Spill)
- Hank B. Marvin (The Shadows)
- J Mascis (Dinosaur Jr.)
- Brian May (Queen)
- Simon McBride
- Nick McCabe (The Verve)
- Paul McCartney (The Beatles)
- Mike McCready (Pearl Jam)
- John McGeoch
- Alex Merck
- Patrice Meyer
- Tomislav „Tomo“ Miličević (30 Seconds to Mars)
- Brian Molko (Placebo)
- Hedvig Mollestad
- Alan Morse (Spock’s Beard)
- Steve Morse
- Ralph Mothwurf (Yasmo & die Klangkantine)
- Bob Mould (Hüsker Dü)
- Sebastian Müller (Colonel Petrov’s Good Judgement, Tobias Christl)
- Donnie Munro (Runrig)
- Kim Myhr (Mural)

N
- Dave Navarro
- Ali Neander (Rodgau Monotones, eigene Projekte)
- Judit Neddermann
- Leo Nocentelli (The Meters)
- Jonas Notdurfter (Frei.Wild)
- Oz Noy

O
- Dave Okumu
- Mike Oldfield
- Claude Olmos (Magma, Johnny Hallyday)
- Orianthi (Panagaris)

P
- Jimmy Page (Led Zeppelin, The Yardbirds)
- Rick Parfitt (Status Quo)
- Alan Parsons
- Ana Patan
- Les Paul
- Lonny Paul (Lynam, Adler)
- Jean-François Pauvros
- Michal Pavlíček (Pražský výběr)
- Ryan Peake (Nickelback)
- Florian Peil (Kasalla)
- Axel Rudi Pell
- Harry Pepl
- Carl Perkins
- Joe Perry (Aerosmith)
- Vicki Peterson (The Bangles)
- Tim Pfau
- Zoltan Pito
- Andy Powell (Wishbone Ash, Blue Law)
- R. Prasanna
- Nigel Pulsford (Ex-Bush)

R
- Travor Rabin (Yes)
- Thomas Raggi (Måneskin)
- Riku Juhani Rajamaa (Sunrise Avenue)
- Mick Ralphs (Mott the Hoople, Bad Company)
- Pauli Rantasalmi (The Rasmus)
- Paul Raymond (Savoy Brown, UFO)
- Chris Rea
- Vernon Reid (Living Colour)
- Abi von Reininghaus
- Katrin Remmert
- Dominique Répécaud
- Keith Richards (The Rolling Stones)
- Michael Rodach
- Omar Alfredo Rodriguez-Lopez (At the Drive-In, The Mars Volta)
- Matthias Röhr (Böhse Onkelz)
- Bernd Römer (Karat)
- Lotte Rømer
- Mick Ronson
- Gavin Rossdale (Bush, Institute)
- Francis Rossi (Status Quo)
- Uli Jon Roth (Scorpions)
- Steve Rothery (Marillion)
- Mitch Rowland
- Hervé Rozoum
- Mike Rutherford (Genesis)

S
- Wanda Sá (Sergio Mendez Brasil ’65)
- Richie Sambora (Bon Jovi)
- Claudio Sanchez (Coheed and Cambria)
- Carlos Santana
- Joe Satriani
- Sebastian Scheipers (Otto Normal, Pegasus)
- Andy Scott (The Sweet)
- Keith Scott (Bryan Adams)
- Brian Setzer (Stray Cats)
- Tony Sheridan
- Chris Shiflett (Foo Fighters)
- Mike Shinoda (Linkin Park)
- Alan Silson (Smokie)
- Slash (Guns N’ Roses, Velvet Revolver)
- Hillel Slovak (Red Hot Chili Peppers)
- Mike Smith (Limp Bizkit, Snot)
- Chris Spedding
- Tony Spinner (Toto)
- Bruce Springsteen (E Street Band)
- Moritz Stahl (Dennis Lisk, Stefanie Heinzmann, Johannes Oerding)
- Maciej Staniecki
- Luke Steele (Empire of the Sun)
- Vlatko Stefanovski
- Steve Stevens (Billy Idol)
- David A. Stewart (Eurythmics)
- Stephen Stills (auch Crosby, Stills, Nash & Young, Manassas, Buffalo Springfield)
- Daryl Stuermer (u. a. Genesis)
- Andy Summers (The Police, Kevin Coyne)

T
- Juha Tapio
- Ronnie Le Tekrø
- Colin Tench (CTP, Corvus Stone)
- Arnim Teutoburg-Weiß (Beatsteaks)
- Ron „Bumblefoot“ Thal (Guns N’ Roses)
- Ray Toro (My Chemical Romance)
- Pete Townshend (The Who)
- Mark Tremonti (Creed, Alter Bridge)
- David Tronzo
- KT Tunstall
- Alex Turner (Arctic Monkeys)
- Ted Turner (Wishbone Ash)
- Nils Tuxen

U
- Kazuhisa Uchihashi
- Uruha (The Gazette)
- Raldo Useless (eigentlich Rolf Yngve Uggen) (Gluecifer, Smoke Mohawk)

V
- Hilton Valentine (The Animals)
- Steven Van Zandt (E Street Band)
- Eric Vandenberg (Eric Vandenberg Band)
- Paul Vincent (Freddie Mercury)

W
- Waddy Wachtel
- Patrick Walden (Ex-Babyshambles)
- Joe Walsh (James Gang, Eagles)
- John Weider (The Animals, Family)
- Peter Weihe
- Jack White (The White Stripes, The Raconteurs)
- Markus Wienstroer
- Steve Winwood
- Laurie Wisefield (Wishbone Ash)
- Ron Wood (The Rolling Stones)
- Roy Wood
- Paul Würges
- Zakk Wylde (Ozzy Osbourne, Black Label Society und Pride & Glory)

Y
- Angus Young (AC/DC)
- Malcolm Young (AC/DC)
- Neil Young (auch Crosby, Stills, Nash & Young, Buffalo Springfield)

Z
- Dweezil Zappa
- Frank Zappa

## Metal
- Ai (Deathgaze)
- Christopher Amott (Arch Enemy)
- Michael Amott (Arch Enemy, Spiritual Beggars, Carcass, Carnage)
- Corey Beaulieu (Trivium)
- Jason Becker
- Nuno Bettencourt (Extreme, Mourning Widows, DramaGods)
- Alexander Beyrodt (Voodoo Circle, Primal Fear, Sinner)
- Buckethead (Buckethead/solo, u. a. Guns N’ Roses)
- Max Cavalera (Sepultura, Nailbomb, Soulfly)
- Dino Cazares (Fear Factory, Brujeria)
- Eddie Clarke (Motörhead)
- Tony Clarkin (Magnum)
- Lanny Cordola (Giuffria, House of Lords, Studiomusiker)
- Dale Crover (Altamont)
- Dimebag Darrell (Pantera, Damageplan)
- C. C. DeVille (Poison)
- Joseph Duplantier (Gojira)
- Adam Dutkiewicz (Killswitch Engage)
- K. K. Downing (Judas Priest)
- Oscar Dronjak (Hammerfall)
- Stefan Elmgren (Hammerfall)
- Robb Flynn (Machine Head)
- Tracy G (Dio)
- Daisuke (Dir en grey)
- Synyster Gates (Avenged Sevenfold)
- Björn Gelotte (In Flames)
- Janick Gers (Iron Maiden)
- Sascha Gerstner (Helloween)
- Paul Gilbert (Mr. Big, Racer X)
- Billy Grey (Fozzy)
- Eric Griffin (Wednesday 13)
- Craig Goldy (Dio, Giuffria)
- Kirk Hammett (Metallica)
- Jeff Hanneman (Slayer)
- Kai Hansen (Gamma Ray, Helloween)
- Matthew Heafy (Trivium)
- James Hetfield (Metallica)
- Jules Hodgson (KMFDM)
- Wolf Hoffmann (Accept)
- Andreas Hourdakis (Neverending, Bitch Hawk)
- Jon Hudson (Faith No More)
- Dann Huff (Giant, White Heart, Studiomusiker)
- Scott Ian (Anthrax)
- Tony Iommi (Black Sabbath)
- Matthias Jabs (Scorpions)
- Ron Jarzombek (Spastic Ink, Watchtower)
- Jinxx (Black Veil Brides)
- Adam Jones (Tool)
- Joey Jordison (Murderdolls)
- Kaoru (Dir en grey)
- Rolf Kasparek (Rock’n’Rolf) (Running Wild)
- Kerry King (Slayer)
- Andreas Kisser (Sepultura)
- Richard Kruspe (Rammstein, Emigrate)
- Alexi Laiho (Children of Bodom)
- Paul Landers (Rammstein)
- Mikko Lindström (HIM)
- Jake E. Lee (Ozzy Osbourne)
- Herman Li (DragonForce)
- Jani Liimatainen (Sonata Arctica)
- Sead Lipovača (Divlje Jagode)
- Karl Logan (Manowar)
- Daron Malakian (System of a Down, Scars on Broadway)
- Yngwie Malmsteen
- Mick Mars (Mötley Crüe)
- Jim Martin (Faith No More)
- Tom Morello (Audioslave, Rage Against the Machine)
- Majk Moti (Running Wild)
- Dave Murray (Iron Maiden)
- Dave Mustaine (Megadeth)
- Aaron North (Ex-The Icarus Line, Nine Inch Nails)
- André Olbrich (Blind Guardian)
- Buzz „King Buzzo“ Osborne (Melvins, Fantômas)
- Michael „Padge“ Padget (Bullet for My Valentine)
- Alex Parche
- John Petrucci (Dream Theater)
- Piggy D. (Wednesday 13)
- Jake Pitts (Black Veil Brides)
- Dean Restum (Eric Burdon)
- Trent Reznor (Nine Inch Nails)
- Randy Rhoads (Quiet Riot, Ozzy Osbourne)
- Henjo Richter (Gamma Ray)
- James Root (Slipknot, Stone Sour)
- Jon Schaffer (Iced Earth)
- Michael Schenker (Scorpions, UFO, Michael Schenker Group)
- Rudolf Schenker (Scorpions)
- Chuck Schuldiner (Death, Control Denied)
- James Shaffer (KoRn)
- Benjamin Burnley (Breaking Benjamin)
- Acey Slade (Murderdolls)
- Pat Smear
- Adrian Smith (Iron Maiden)
- Victor Smolski (Rage)
- Tassos Spiliotopoulos (Flames)
- Dan Spitz (Anthrax)
- Vinnie Stigma (Agnostic Front)
- Dennis Stratton (Iron Maiden)
- Jesper Strömblad (In Flames)
- Joe Stump
- Muhammed Suicmez (Necrophagist)
- Syu (Galneryus)
- Takaki (Deathgaze)
- Steve Terreberry
- Mick Thomson (Slipknot)
- Glenn Tipton (Judas Priest)
- Sam Totman (DragonForce)
- Devin Townsend (Strapping Young Lad)
- Matt Tuck (Bullet for My Valentine)
- Luca Turilli (Rhapsody of Fire, Luca Turilli’s Dreamquest, Luca Turilli’s Rhapsody)
- Steve Vai (Frank Zappa, Alcatrazz, David Lee Roth, Whitesnake)
- Eddie Van Halen (Van Halen)
- Zacky Vengeance (Avenged Sevenfold)
- Erno „Emppu“ Vuorinen (Nightwish)
- Rich Ward (Fozzy, Stuck Mojo, Adrenaline Mob)
- Brian Welch (Ex-KoRn, Head2Christ)
- Steve White (KMFDM)
- Larry Wilkins (Eric Burdon)
- Zakk Wylde (Black Label Society, Ozzy Osbourne)
- Jeff Waters (Annihilator)
- Michael Weikath (Helloween)

## Punk

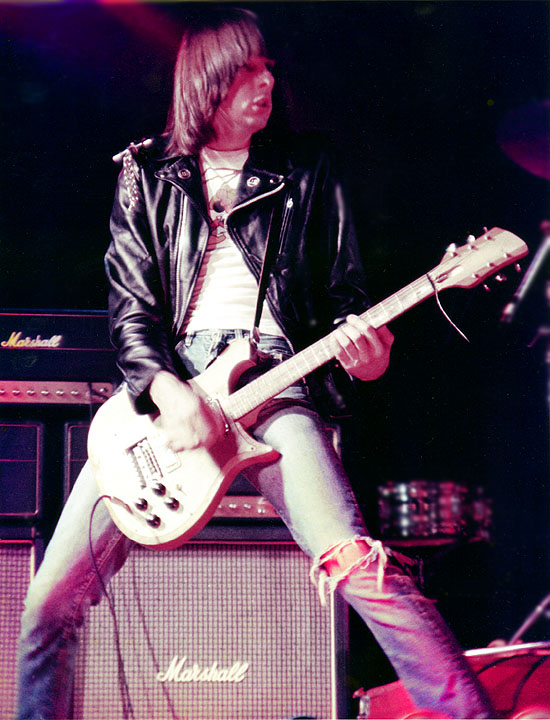
Johnny Ramone, auf einem Konzert der Ramones.
Er gilt als Erfinder der Punkrockgitarre.

- Michael „Olga“ Algar (Toy Dolls)
- Billie Joe Armstrong (Green Day) (* 1972)
- Dave „Brownsound“ Baksh (Sum 41) (* 1980)
- Zach Blair (Rise Against) (* 1974)
- Michael Breitkopf (Die Toten Hosen) (* 1964)
- Steve Conte (New York Dolls, Eric Burdon)
- Tom DeLonge (blink-182/Angels & Airwaves) (* 1975)
- Fletcher Dragge (Pennywise)
- Ian D’Sa (Billy Talent) (* 1975)
- Terrie Ex (The Ex) (* 1955)
- Mathias Färm (Millencolin) (* 1974)
- Rodrigo González (Die Ärzte und Abwaerts) (* 1968)
- Brett Gurewitz (Bad Religion) (* 1962)
- Dexter Holland (The Offspring) (* 1965)
- Andreas von Holst (Die Toten Hosen) (* 1964)
- Mick Jones (The Clash) (* 1955)
- Tim McIlrath (Rise Against) (* 1978)
- Eric Melvin (NOFX) (* 1966)
- Andy Moor (The Ex) (* 1962)
- Erik Ohlsson (Millencolin)
- Johnny Ramone (Ramones) (1948–2004)
- Rio Reiser (Ton Steine Scherben) (1950–1996)
- Justin Sane (Anti-Flag)
- Joe Strummer (The Clash) (1952–2002)
- Joe Trohman (Fall Out Boy) (* 1984)
- Farin Urlaub (Die Ärzte) (* 1963)
- Kevin „Noodles“ Wasserman (The Offspring)
- Deryck Whibley (Sum 41) (* 1980)